# 丰田皇冠
丰田皇冠（英語：Toyota Crown）是日本丰田汽车生产的中大型豪华轿车系列，最初是在私家車稀有的年代，為出租车的市场打造，主要在日本及亚洲部分国家销售。1950年代末皇冠进入美国市场，在1972年退出後，直至2022年才重返北美市場。皇冠是丰田最为悠久的四门轿车，至今生产了16代的型號。在丰田产品系列中等级仅次于丰田世纪和丰田皇冠马杰斯塔，丰田皇冠而在日本更被许多企业作为公司用车之一。
1964年，皇冠开始出口欧洲市场，最先进入的是芬兰、荷兰、比利时。英国在1980年代初以前也有皇冠销售，但後來官方停止銷售，有少量皇冠則以平行進口方式銷售。1965年-1968年间曾出口至加拿大。1960年代中期至1980年代，曾在澳大利亚本地生产。1980年代初以后，在许多国家皇冠逐渐被雷克萨斯GS系列取代。
皇冠对丰田后来推出的汽车的命名也产生了巨大的影响，如紧凑车型丰田卡罗拉（Corolla）在拉丁语中意为“小皇冠”，中型车型丰田凯美瑞（Camry）是日语“皇冠”的音译。
第15代车型于2018年推出，可选2.0升直列四缸涡轮增压引擎、2.5升直列四缸引擎（混动）、3.5升自然吸气V6引擎（混动）。最大马力为359匹。
丰田汽车于2022年7月15日推出第16代皇冠，分别为皇冠Crossover跨界车，Sedan中大型轿车，Sport与Estate两款SUV。
第16代皇冠Crossover采用丰田TNGA-K平台为开发基础，搭载2.5L自吸发动机混动系统/2.4T涡轮增压混动系统，最大马力分别为249匹和350匹，变速箱搭载E-CVT和六速手自一体变速箱。十六代皇冠Crossover将引入中国市场销售，预计售价42w人民币起。台灣市場於2023年3月底正式導入，正式售價分為157萬及207萬台幣，分別為搭載2.5升自然進氣引擎與油電混合系統的「貴族版」以及新世代2.4升渦輪增壓引擎與油電混合系統的「皇家版」。

## 出口
1958年-1973年间，皇冠一直都出口到美國。1964年開始向歐洲出口，第一批Crown出口到芬蘭、荷蘭、比利時。加拿大於1965年-1973年间进口皇冠。1960年代後期，皇冠開始在香港銷售，並於1970年代後期成為香港計程車車型。直到1980年代初，英國成為另一個出口皇冠的市場。
澳洲是皇冠的另一個重要出口市場，從1960年代中期到1980年代後期，澳洲使用許多當地零製造皇冠。南部加勒比海阿魯巴和库拉索的當時島國也於1965年從庫拉索島的第二代（S40）進口了豐田皇冠，直到第10代（S150）停止進口。 1998年，由於高價格和低需求，加上雷克萨斯GS系列的推出，皇冠銷量大跌。

## 第一代（代号RS/S10/S20/S30; 1955年–1962年）
皇冠於1955年在日本推出，作为当时的丰田Master分支车型。以滿足公共交通的需求。使用了1.5升直列四缸引擎。1950年，日本政府開始徵收年度道路稅，以幫助發展和維護國家交通基礎設施。所以小排量的發動機被用於保持車輛的可負擔性，與歐洲的福特Versailles和Simca Vedette相似。
當時，皇冠比Master更受歡迎，因為Crown有更先進的懸掛。Master當時打算轉為的士。皇冠的設計旨是取代丰田Super，但豐田汽車不確定其獨立的前線圈懸掛和自殺式後門是否過於急進，以致於市場無法接受。因此丰田Super進行了改型，更名为丰田Master，並在“豐田商店”一併出售給了皇冠。Master只生產了一年就在1956年11月停產，並且將Master的生產設備移交給了皇冠。
當Master停產商用車時，“Masterline”款式繼續提供（公用事業，貨車和廂式貨車）直到1959年。六門旅行車款式在1961年的东京車展上被展示為概念車，但是直到現在它並沒有投入生產。
1955年12月，皇冠推出Deluxe车型，配有收音机和加熱器。1958年進行了外觀翻新，名為RS20，翻新後新增了雙滷素前照燈和一體式前擋風玻璃。
1959年10月，日本推出了第一台柴油引擎乘用車，名為皇冠Diesel。引擎僅具有40匹马力.1960年10月，1.5 LR引擎改為1.9升的豐田3R引擎，該型號最初稱為RS30，只在豐田Deluxe可用。1961年4月，皇冠系列增加了Standard 1900车型。
皇冠的線圈和雙叉獨立懸吊系統與當時的大多數車型上使用的葉片懸掛梁軸前懸架有所不同，但與1947年的丰田SA上使用的獨立前懸架相似。活動軸後懸架與大多數先前型號中使用的懸架類似（與Toyopet SA上使用的縱臂後懸架不同）。
1959年3月開始，豐田推出了皇冠的出租車版本和商用版本，可选三座或六座款式此車在日本國內市場上取了“丰田Masterline”的名字，但在出口時還是名為“丰田 Crown”。
五十年代初期，克萊斯勒集團生產的Imperial（1955年–1965年版本）豪華轎車也曾使用“Crown”這個名稱。
1958年，豐田推出了球形接頭懸架(ball joint suspension)。
1957年4月，Master的生產線開始生產名為Central Motors的皮卡車。
1957年8月，打算在美國建立銷售公司的豐田派出三名代表參加公共活動並向經銷商和媒體介紹了皇冠，當時，兩種車型的鋼結構均比當時的美國普通汽車厚50％，而Deluxe車型則配備了許多鍍鉻和當時的高級物品，例如收音機，加熱器和白牆輪胎，這促使美国媒體將其比喻為“小凯迪拉克”。儘管豐田已知皇冠有高速行駛時的性能問題，但讓美國刮目相看的初步展示以及皇冠在日本的良好聲譽使豐田汽車有信心可以在美國出口。為了證明這輛汽車的可靠性，豐田進行了一次宣傳活動，開展了與美國汽車製造商共同的活動：從洛杉磯到紐約的從海岸到海岸的耐力賽。在不得不取消該項目之前，但由於豐田的参赛車輛發生問題而無法開進拉斯維加斯，所以豐田不得不取消該比賽。
在1958年6月，豐田建立豐田汽車銷售美國公司，1月2月建立了第一家直接管理的零售經銷商（好萊塢豐田），美國的批發和進口公司以及在美國長堤的零件倉庫之後，於1958年6月豐田汽車首次向美國出口了30輛皇冠的豪華轎車。豐田在成立的第一年也簽約了45個汽車銷售經紀來銷售汽車，到1960年增加到70個汽車銷售經紀，到1962年增加到90個。1960 年，豐田增加了皇冠車身的樣式（兩門 2111 美元，四門 2211 美元），但在底特律的三巨頭緊湊型轎車（福特獵鷹、雪佛蘭Corvair 和Plymouth Valiant）中，銷量下降到 659 輛 . 1961 年，皇冠 與較新的 3R 發動機以及帶有 皇冠 即將推出的 1.5L 發動機的小型 Tiara 車型一起出售。 僅提供定制轎車和旅行車（分別為 1795 美元和 2080 美元）。 1961 年的總銷量僅達到 225 輛，1962 年降至 74 輛，1963 年最終降至 28 輛。豐田皇冠 RS 系列在美國的總銷量為 2,240。
到 1960 年底， 豐田 Motor Sales USA 因 皇冠 銷量低迷而累計虧損 142 萬美元。 為防止進一步損失，所有乘用車進口暫停，並建立了新的管理結構，將所有銷售工作重新集中在 豐田陸地巡洋艦上，預計盈利能力為每月銷售 50 至 60 輛，直到開發出適合美國市場的新車 .
2000 年 11 月，豐田發布了 Toyota Origin，這是 RS 系列 皇冠 的複古版本，以慶祝豐田在日本製造了 1 億輛汽車。
- 1955年 Toyopet 皇冠
- 1957年 Toyopet 皇冠
- 1958年 Toyopet 皇冠
- 1960年 Toyopet 皇冠
- 1961年 Toyopet 皇冠
- 1962年 Toyopet 皇冠
- Toyopet Masterline (後方)
- 1962年 Toyopet 皇冠 1900 Toyota R engine#3R I4 (RS30)

## 第二代（S40；1962–1967）
卡罗拉的诞生，使丰田于1962年推出了经过大幅改型和扩大的S40系列，并见证了Custom车型的推出。根据日本维基百科中有关“皇冠”的文章，该款式受到最近在1960年推出的福特Falcon的影响。前格栅的外观与1960年的“帝国皇冠”（克莱斯勒）相似，这说明了丰田汽车的对皇冠的抱负：一款舒适的大型轿车。旅行车的车身风格延续了上一代Masterline的风格，但更多地注重了皇冠设计中的豪华。
大灯被安置在大幅扩大的格栅的边界内，使外观更整洁与现代化。引入了2档自动变速箱，称为Toyoglide，具有换档功能。与以前的S30系列相比，它毋庸置疑是更大、更好的汽车。它最初具有四缸R系列发动机，然后在1965年添加了“ M”六缸发动机。这一代的轿车和旅行车被简单地称为Crown （皇冠），而商用车（双门轿跑车，双室双门轿跑车（皮卡）和厢式货车）被称为Masterline 。
丹麦的Erla Auto Import A / S负责人在东京车展上看到了此代皇冠之后，此代皇冠成为了首批出口到欧洲的丰田汽车。在1963年5月达成协议后，有190辆被出口到欧洲。在美國，MS41L 轎車在美國的售價為 2,305.00 美元 PoE，而 MS46LG 旅行車的 PoE 售價為 2,525.00 美元。 一些可選功能包括 160 美元的自動變速器和 60 美元的收音機。
在 1963 年的 東京車展 上展出了基於 Crown 1900 轎車的兩門Toyota Crown Convertible。 它沒有投入生產。
這一代 皇冠 是在澳洲組裝的第一代產品，由 散裝料 套件在墨爾本港由 AMI 組裝，具有重要的本地內容。 AMI 組裝了包括 Triumph 在內的眾多品牌，並在短時間內組裝了 Mercedes-Benz，將成為豐田當前澳洲製造業務的基礎。
- S40 豐田 Crown Sedan
- S40 豐田 Crown Wagon
- 豐田 Masterline coupe utility

### Crown Eight (G10)
更長、更寬、更高檔的“ Crown Eight”於 1964 年面於日本市場推出，由 2.6 升 V8 發動機提供動力。 但是，它有一個不同的型號名稱，G10（安裝 2.6 升“V”發動機時為 VG10）。 該車於1963年東京車展首次推出，並於1964年4月20日，即昭和天皇誕辰前9天和黃金週 (日本)開始發售。
Crown Eight 是由豐田的分公司 Kanto Auto Works 開發和組裝的。 豐田委託生產是因為與皇冠相比，Crown Eight 有許多不同的組件，這可能會阻礙元町工廠的大規模生產，因為皇冠 8 的年產量約為 1,000 輛。
Crown Eight 的設計主要是為了取代大公司常用的全尺寸美國汽車。 Crown 8 代表了第一款配備 8 缸發動機的日本量產車型。 當時的主要競爭對手是日產Gloria Super、三菱Debonair和日產Cedric，都配備了六缸發動機。 它是第一個在長度、寬度和發動機排量方面超過北美車輛大小等級的皇冠。 1,845 mm（72.6英寸） 處的寬度與 1,890 mm（74英寸） 處的 Century 相比，並且為 直到 2008 年 Crown 和 2009 年 Majesta 之前，包括 豐田 Crown Majesta 在內的任何皇冠都沒有與Crown Eight 的寬度尺寸相匹配。
Crown Eight 被認為可能被日本宮內廳用作日本皇室 高級成員使用的汽車，但它輸給了日產皇家王子。 Crown Eight 於 1967 年被 1 Century 所取代，型號代碼為 VG20。 生產了大約 3,800 輛 Crown Eight。 Crown 8 獨有的一些項目是暖通空調、前照燈、電動車窗、電動巡航定速、三速“Toyoglide”自動變速器，以及 電磁門鎖，也安裝在 Crown Eight 的繼任者 Century 上。

## 第三代（S50；1967－1971）
於1967 年推出，這代與上一代大致相同，除了額外的設備。更高規格的車型使用 2.0 升 M 發動機或 2.3 升 2M 發動機。高級超級轎車加入了超級豪華車型，配備 2M 發動機，包括雙化油器、電動車窗、後座無線電控制裝置、空調和座椅上的豪華織物，包括壓印在乙烯基上的皇冠標誌。較低的指定型號配備了R系列的四缸發動機。用於商業用途的 皇冠 車輛在這一代車型推出之前都獲得了“Masterline”銘牌；他們現在也被貼上了“皇冠”的標籤。然而，這一代是整個廣告系列中最後一個提供的產品——從下一代開始，唯一可用的商業用途車型是 皇冠 Van，其車身也用於 旅行車 車型。 皇冠 Double-Cab 皮卡由原中央汽車有限公司生產，直到 1970 年 12 月。
1967年S50系列的皇冠引入日本時，電視廣告使用了日本演員山村聰，他在舞台、電影和電視的眾多角色中飾演聯合艦隊上將山本五十六。 加上在 1970 年代的電影 偷襲珍珠港 (電影) 山村聰 成功擔任 皇冠 代言人長達 16 年，直到 1983 年才推出了後續的新一代 皇冠 產品。

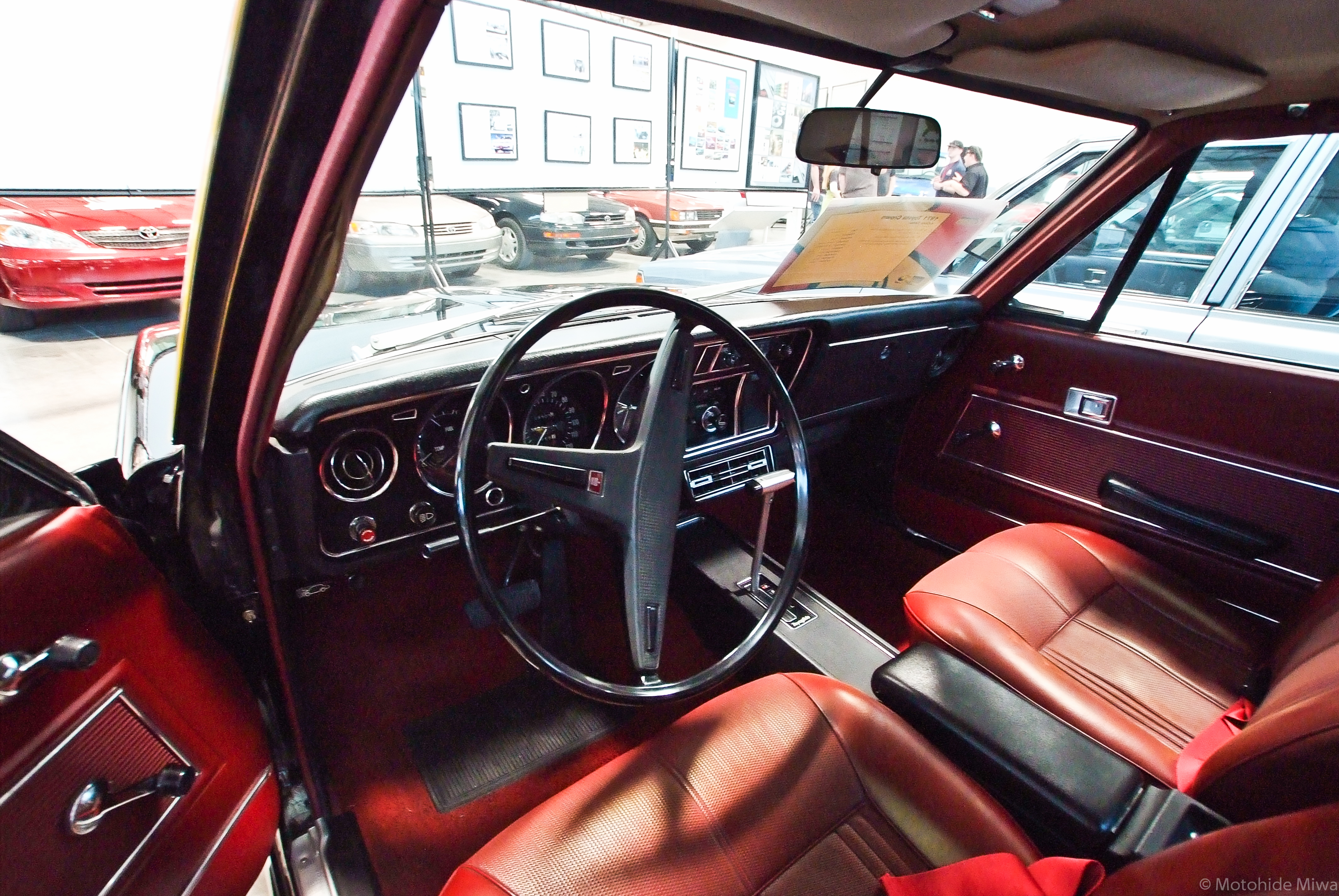
豐田皇冠 Super Saloon(車內)

這一對皇冠推出四門旅行車、皮卡（罕見）、雙駕駛室皮卡（非常罕見）和新的兩門 硬頂—“個人豪華車”。 1968 年 9 月，增加了動力轉向選項。1969 年，皇冠 對大燈、格柵和裝飾佈置進行了翻新。 皇冠 S 使用了 2 升的 '6'，但由於更運動的調校，它比更大的 2M 產生了更多的動力，125 PS（92 kW） 在 5,800 rpm 與 115 PS（85 kW） 轉速為 5,200 rpm。商業版本配備了六缸“M”發動機（MC）生產 105 PS（77 kW），而四缸 5R 增加為 93 PS（68 kW）。這一代是唯一使用雙鉸鏈尾門的一代，因為下一代改用了高架掀背門。
配備 2,253 cc 2M 發動機的皇冠在日本的北美車輛大小等級下不再被歸類為緊湊型汽車，即使長度和寬度仍然符合要求。 豐田提供了更大的發動機，以便傳統上由皇冠服務的買家現在可以選擇 1968 年的全新 豐田 Corona Mark II。這讓豐田將皇冠重新定位為頂級私人的豪華轎車，內飾更好，住宿更寬敞。 這是 皇冠 皮卡版的最後一代，因為其功能於 1971 年 2 月讓給了新款 豐田Hilux#N10。
澳洲市場車型由Australian Motor Industries(AMI) 在澳洲組裝。這一代從 1968 年到 1971 年完全組裝進口到新西蘭。
旅行車上的顯著特點：
- 7 人或 8 人座位（前排兩個或三個在長椅上，三個在後排長椅上，2 個在折疊式貨物座椅上），
- 電動後窗，
- 側擺式尾門。

- 皇冠 S50 硬頂
- 皇冠 S50 Utility
- 皇冠 S50 Station Wagon
- 1969年 Custom Wagon, 顯示側鉸鏈尾門
- 1969年 皇冠 Double Cabin

## 第四代（S60/S70；1971－1974）
4M 2600 發動機於 1971 年 2 月推出，這一代發動機推出了豪華的“超級轎車”裝飾級別，其次是超級豪華和豪華。 頂級車型“Royal Saloon”於 1973 年首次出現在改款的 皇冠 中，增加了Century豪華轎車的豪華功能。 還提供2.0升5R I4和2.0升M I6發動機。 至於上一代，MC引擎（日本規格）有105 PS（77 kW；104 bhp），而5R的輸出稍微增加到98 PS（72 kW；97 bhp）。在某些市場上，之前的 2.3 升“2M”6 仍然可用，以轎車或“實用旅行車”形式提供。 Utility Wagon 是介於商用車和乘用車之間的版本，底盤代碼為 MS67V，直到 1973 年初改款，當時它被配備 2.6 發動機的 MS68V 取代。
前幾代 皇冠 以 Toyopet 名稱銷售，但第四代車型是第一個在全球範圍內正式稱為 豐田皇冠。
轎車 和 旅行車 (規定) 的編碼為 RS60/MS60/MS64/MS65 和 MS62/MS63，而 廂旅車 的編碼為 MS66V，兩升“六”。 硬頂 是 MS70（2.0 升）或 MS75（2.6 升）。 日本市場的 皇冠 Custom (旅行車) 被歸類為七座。這一代是日本第一款作為豐田銷售的 Crown，因為之前的車型作為 Toyopets 銷售。 此外，在日本，這種模型被稱為“鯨魚”或“kujira”皇冠。
1973年，日本電視廣告引進日本女演員吉永小百合作為共同代言人，加入山村聰，他們一起出現在廣告中，直到1983年。
雖然國內市場的硬頂有矩形鹵素大燈，但所有出口車型都配備雙圓形大燈。 這款車型在美國銷量很少，可能是因為它的保險槓造型為“ 紡錘形”，在當時的營銷中被稱為“ 紡錘車”。只有前兩年是進口到美國，這是最後一代出售的皇冠。 之後，豐田 Corona Mark II#X10在北美取代了皇冠。
通過將點火鑰匙轉到最左邊，可以遠程打開後備箱，地板上的一個按鈕使收音機啟用信號搜索功能。 為後座乘客安裝了一個單獨的信號搜索功能，安裝在面向後座隔間的前座後面。 60 系 皇冠 於 1973 年 1 月進行了改型。
澳洲車型由 AMI 在澳洲組裝。它於 1971 年至 1973 年在新西蘭完全進口，當地組裝開始於 Steels Motor Assemblies 也在中年改款前不久製造了 Corona，提高了可用性。 Steels 隨後成為了 豐田 NZ 的 CKD 裝配廠。

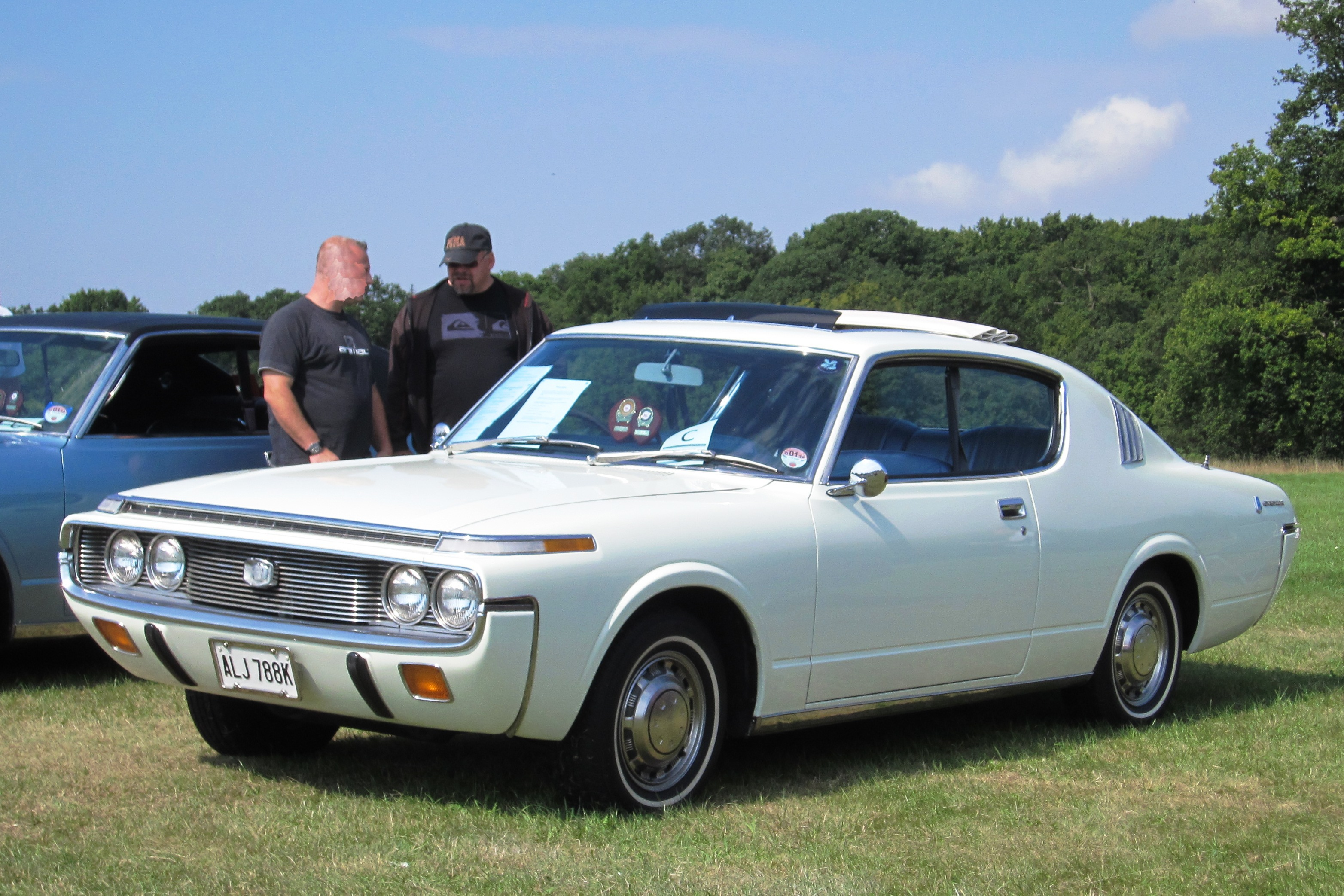
轎跑車 (未改型; 英國)
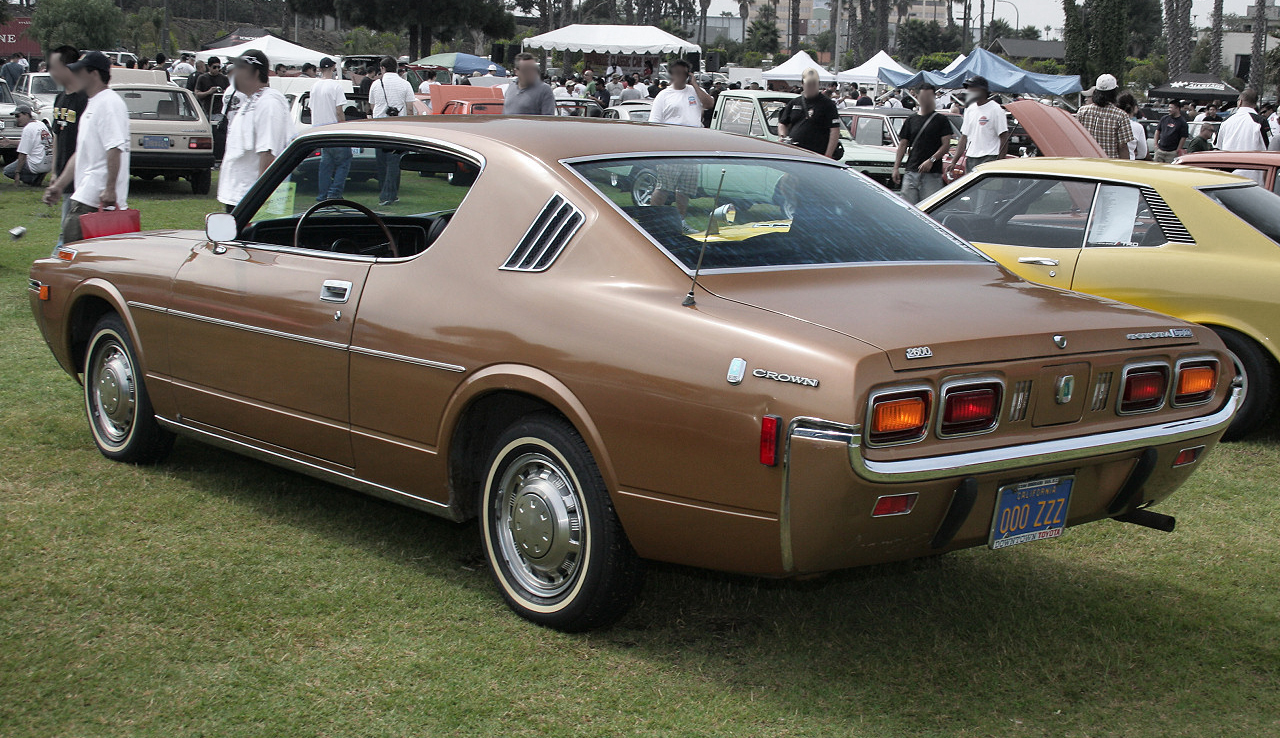
轎跑車 (未改型; 美國)
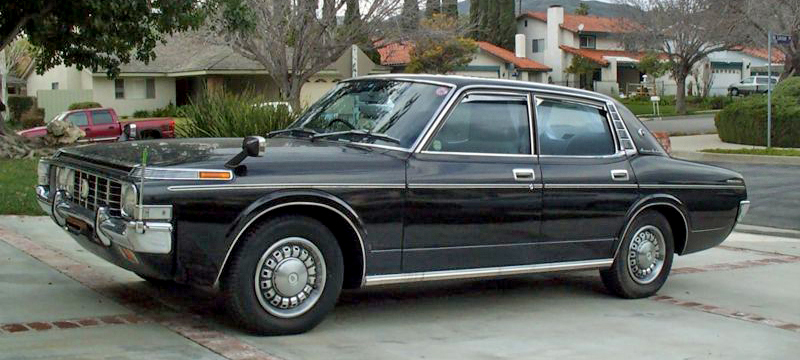
Super Saloon 轎車 (日本)
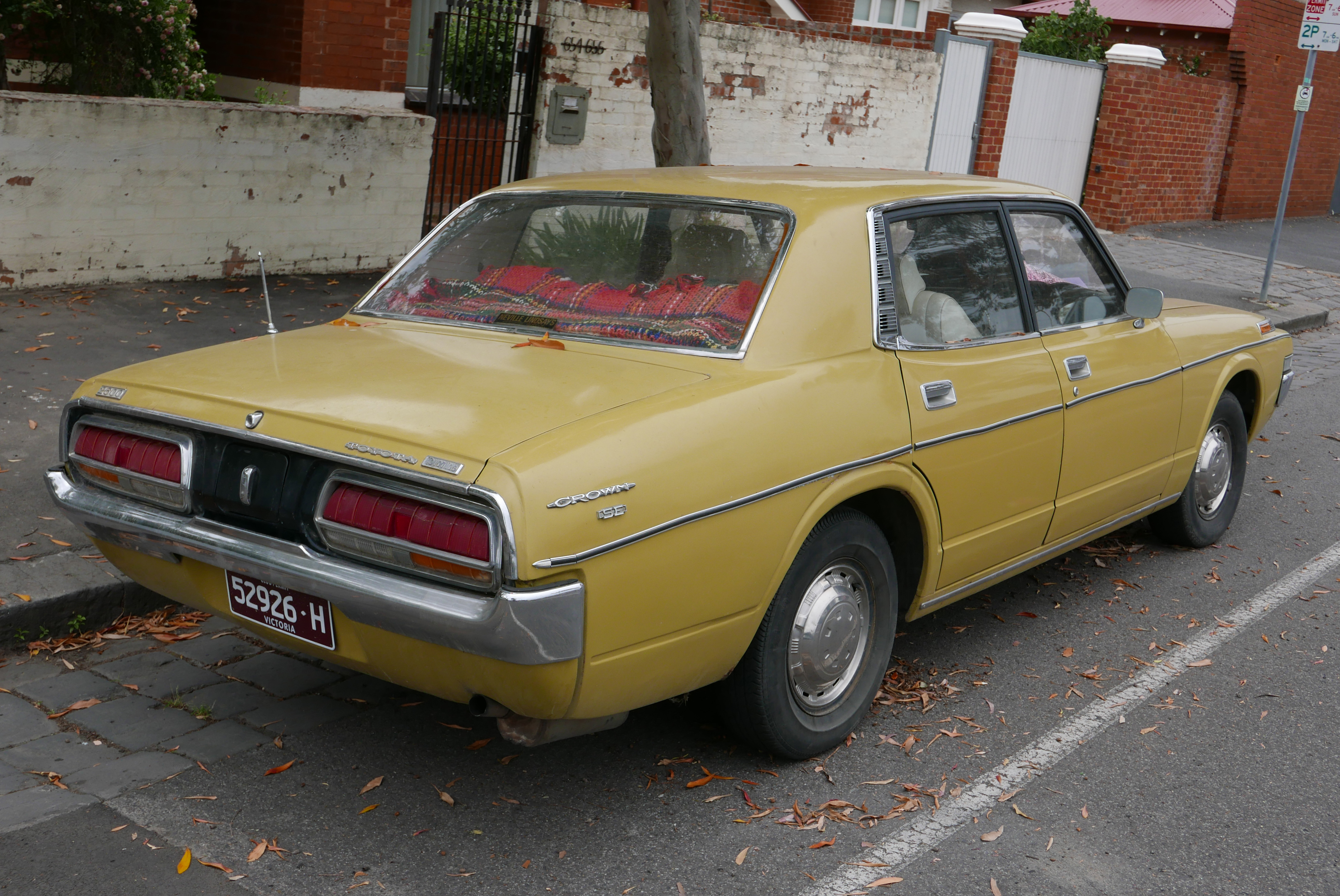
轎車 (改型; 澳洲)
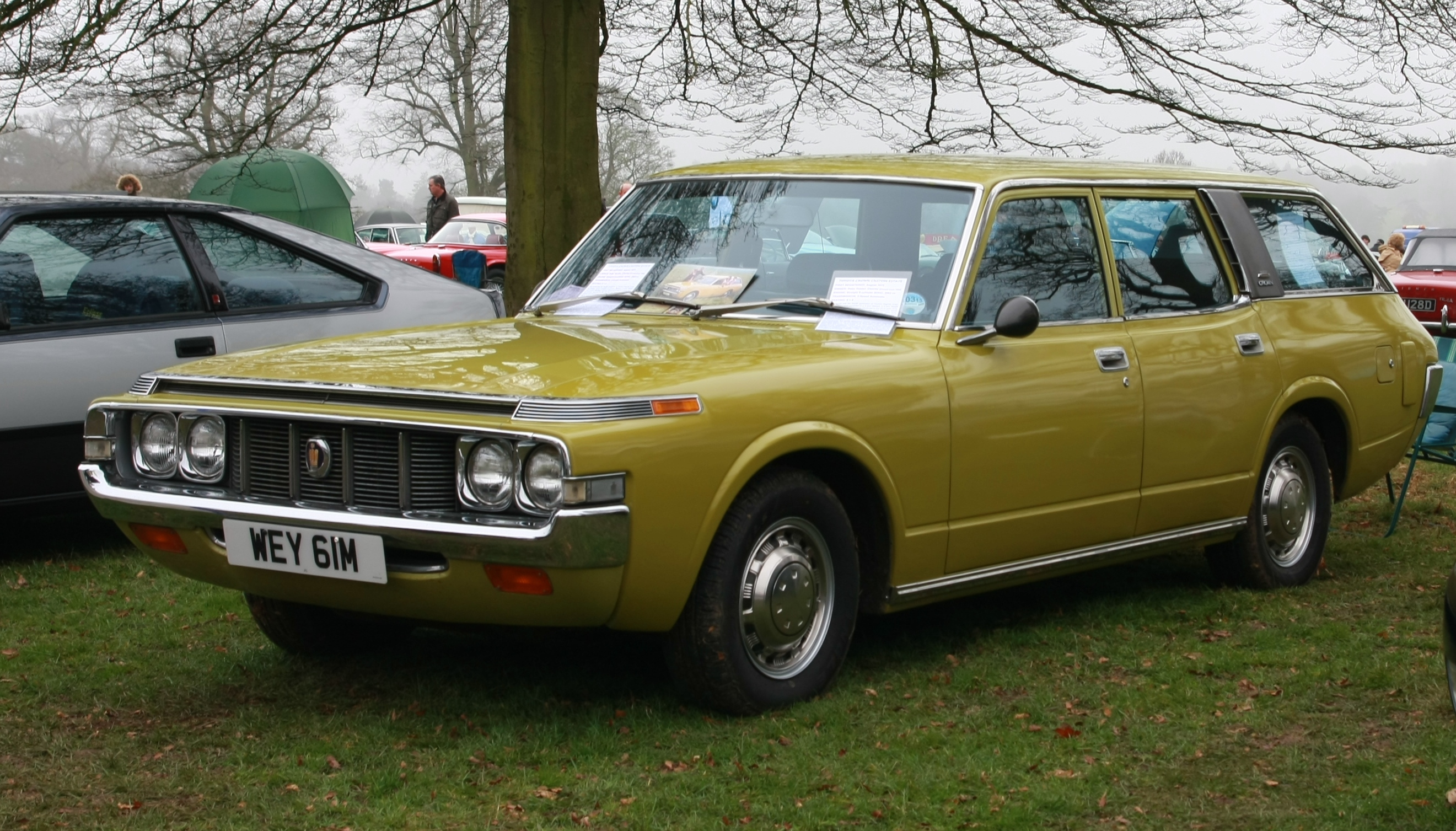
旅行車 (改型; 英國)

## 第五代（S80/S90/S100；1974－1979）
1974 年在日本上市，1975 年開始出口。提供四門轎車、兩門硬頂雙門轎車、四門硬頂轎車、旅行車和廂式貨車。 發動機為 2.0 升和 2.6 升汽油。 2.2 升柴油發動機於 1977 年 10 月推出。裝飾級別為標準、豪華、超級沙龍和皇家沙龍。

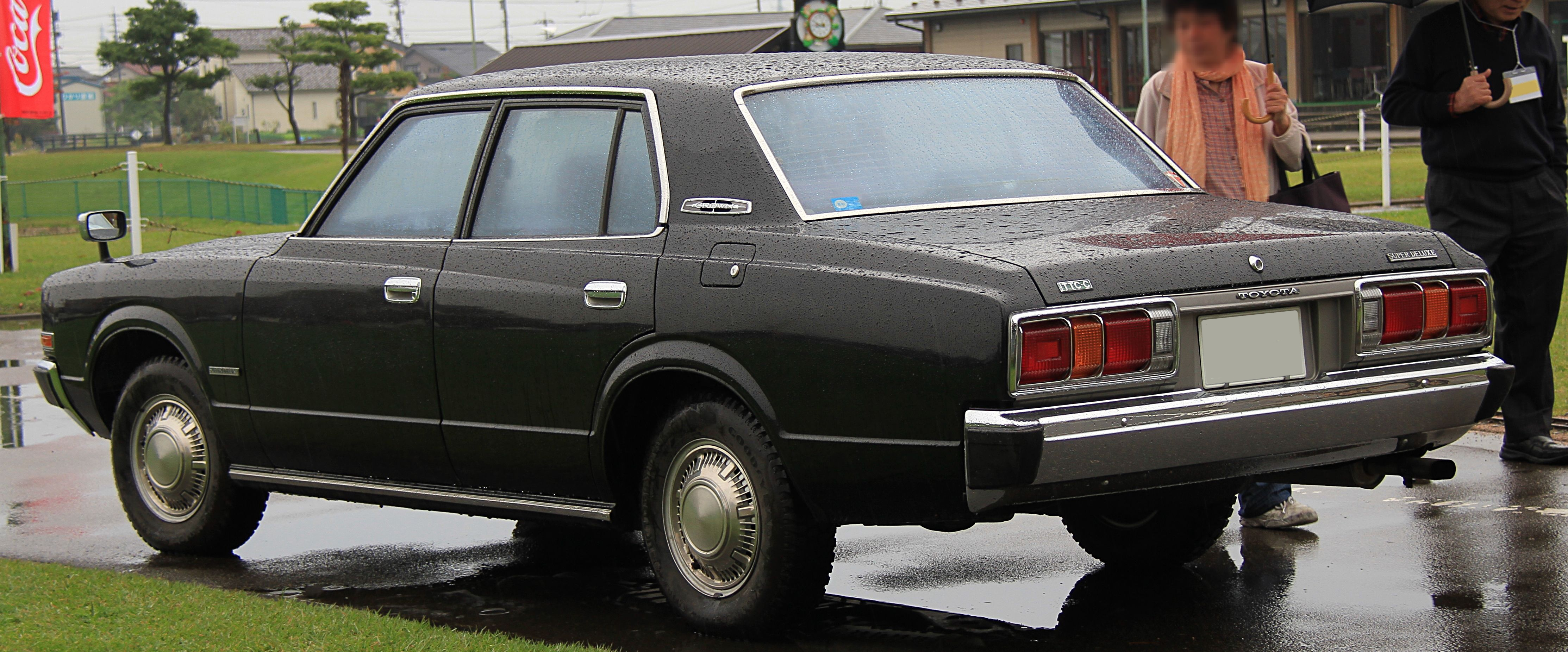
日本的豐田皇冠 Super Deluxe

Royal Saloon的車身長度更長，搭配 2.6 升發動機，而較低的裝飾水平則是較短的車身款式和 2.0 升發動機。 出口車型使用相同的車身，無論是 2 升 5R 四缸發動機還是 2.6 升 4M 直列六缸發動機。 在歐洲，車身聲稱 87、112 PS（64、82 kW）。
1978 年進行了細微的改動。這個版本的 皇冠 在前橋和後橋都引入了盤式製動器，帶有防抱死制動器、速度敏感的動力轉向系統和帶超速檔的 4 速自動變速箱。 最初，轎車和旅行車採用 S80 系列底盤編號，而兩門和四門硬頂採用 S90 系列底盤編號。 1976 年之後，隨著新的更嚴格的排放法規的出台，所有日本市場的 皇冠 都使用 S100 系列底盤編號。 出口模型繼續使用以前的代碼。
最初提供帶有圓形氣門蓋的“舊式”4M 發動機，後來的型號改用帶有矩形氣門蓋的新型 4M 發動機。 這一代還看到在 2.6 升 4M 和 2.0 升 M 發動機上都引入了燃油噴射，再加上豐田的TTC-C技術，在排氣中增加了催化轉換器系統。 排放控制技術徽章有助於確定哪些車輛減少了排放稅責任。 部分車型還提供四輪盤式製動器和前製動器上的雙活塞卡鉗。 安裝柴油發動機的車型是“豐田柴油商店”專賣店獨有的。
硬頂轎跑車具有前鍍鉻格柵和方形大燈，但由於包含“B”柱，因此不再被視為真正的硬頂。 硬頂和轎車四門車型的造型差異在於硬頂側窗無框，後窗比正式外觀的轎車更傾斜。 Royal Saloon 裝飾套件中的此系列 皇冠 超出了 日本法規 規定的 4.7 m 長度規定 65 毫米，但豐田繼續為買家提供更短的車輛中的 2.0 L 發動機 他們正在尋找比更大的六缸發動機更好的燃油經濟性，並減少道路稅。
新西蘭車型是在新西蘭組裝的，但基於 SKD為基礎 - 這意味著它比早期的 CKD 版本具有更多於日本製造的材料（例如玻璃）。 它是新西蘭製造的最後一代 皇冠，並於 1979 年被Cressida(Mark II) 取代，後者配備四缸發動機。 1973/4 和 1979/80 年的石油危機導致政府對大型發動機徵收 60% 的銷售稅，皇冠的定價不再適合其市場。這一代 皇冠 完全進口到澳洲，僅配備最大的 2.6 升六缸發動機。 在澳洲，它從來就不是一個強大的賣家，與福特和霍頓的國內競爭對手相比，它們的性能和抓地力較差。
- S80 系列皇冠轎車
- S80 系列皇冠硬頂 Super Saloon
- S90 系列皇冠轎跑車
- S80 系列皇冠旅行車

## 第六代（S110；1979－1983）
該型號於 1979 年推出，發動機從 2.6 L 升級到 2.8 L 5M-EU 型號。 2 升 M 與 渦輪增壓 版本 - M-TEU 一起提供。 某些市場也提供滲碳 5M 發動機。 在該系列中，型號名稱指的是發動機尺寸 — MS110（2 升）、MS111（2.6 升）、MS112（2.8 升）。 這是安裝四缸汽油發動機的最後一代產品。 該型號是 1980 年開始在德國銷售的第一代 皇冠。燃油噴射 2.8 145 PS（107 kW） 在歐洲裝飾中開發， 而 2.2 柴油提供 66 PS（49 kW） 和五速手動或自動（不計旅行車）的選擇。歐洲的銷售額一開始就不錯，但由於日元升值，價格以驚人的速度上漲，到 1982 年銷售額急劇下降。
早期車型配備雙矩形大燈，而改款車型配備更大的整體式大燈。 國內市場 Royal Saloons 使用大型矩形大燈。 低檔貨車和出租車車型採用圓形大燈。 Royal Saloon 具有更長的保險槓和更大的發動機，根據日本政府車輛尺寸等級#日本，它們被置於更大的道路稅(日本)分類中。 第一款 皇冠 Turbo 於 1980 年 10 月僅面向日本市場推出。 提供 2.0 升發動機是為那些不想支付大型汽車稅的買家提供的，同時提供比大型發動機更好的燃油經濟性。 渦輪增壓還有助於提高燃油效率，同時減少尾氣排放，因為日本消費者根據 1970 年代通過的日本法律對排放到大氣中的受管制物質的數量徵稅。
在東南亞等一些出口市場，較大的六缸發動機配備了化油器。 在這些規格中，2.6 提供了 110 PS（81 kW） SAE net 而 2.8 聲稱 128 PS（94 kW） DIN 或 120 SAE 網。
1984 年，當 120 系列 皇冠 出現時，印尼的銷量很低，這一代也沒有在那裡更新。
這一代是兩門硬頂雙門轎跑車的最後一款車型，被Soarer取代。 反映了 1970 年代流行的造型外觀，雙門轎跑車配備了帶襯墊的乙烯基車頂和“opera window”，外觀豪華。 一些可用的選項是電子導航、玻璃車頂、電動駕駛座椅、巡航控制、電子立體聲調諧器和雙色調塗料。 汽車空調也出現在這輛車上，為後座乘客安裝了單獨的控制裝置，以及由獨立的後座空調裝置冷卻的後置迷你冰箱。 2.4 升渦輪增壓柴油機出現於 1982 年 8 月。
- 皇冠轎車 2.0 Standard (計程車, 日本)
- S110系列 皇冠轎跑車
- S110系列 皇冠四門硬頂Super Saloon
- S110系列 皇冠旅行車
- MS112系列 皇冠車內

## 第七代 (S120; 1983)
該車型於 1983 年推出，使用了 5M 2.8L 發動機的所有三個版本：化油器 5M 版、頂置凸輪軸 (SOHC) 多點燃油噴射 5M-E 版和 雙頂置頂置 凸輪 (DOHC) 5M-GE。 其他發動機包括 1G-GE 2.0L DOHC、M-TE 2.0L 頂置凸輪軸 (SOHC) Turbo、ME 2.0L SOHC、2L-TE 2.4L SOHC Turbo Diesel Ceramics Power 或 2.4L SOHC Diesel Ceramics Power 引擎。 所有 2.0 升發動機都安裝了 T-VIS（豐田可變進氣系統）。 1985 年 9 月，2 升 G 系列 6 的增壓版本取代了渦輪增壓 M 系列。
基本版本使用新的 2 升 1G-E 發動機，該發動機取代了舊的 M 系列 2 升版本。 旅行車的“麵包車”版本（GS126V 以及以下系列中的 GS136V）使用了該電機的獨特變體（1G-EJ）。 在日本，出租車和商業版本也有配備液化石油氣驅動的四缸發動機（3Y），甚至提供三速 柱移位 手冊。 這種發動機的汽油燃料版本在一些歐洲和“一般”出口市場有售。
低檔車型配備了豐田的 F292 活動軸後懸架，其餘車型首次在皇冠上引入了品牌為 PEGASUS（精密工程幾何先進懸架）的四輪獨立懸架，TEMS 安裝在Royal Saloon轎車和硬頂上，搭配豐田ECT電控四速自動變速箱，以及4ESC防抱死剎車。
S120 有硬頂轎車（無框門玻璃）、轎車和旅行車版本，但有兩種不同的長度和寬度外部尺寸，皇家轎車硬頂和轎車僅提供較大的車身。
頂部裝飾套件被稱為 Royal Saloon，其次是 Super Saloon Extra、用於硬頂車身風格的 Super Select，其次是 Royal Saloon 轎車、Super Saloon Extra 轎車，而旅行車僅作為 Super Saloon Extra。
Super Saloon Extra 和 Royal Saloon 版本具有多種功能，例如雙區氣候控制、帶有六個聲學匹配揚聲器的 AM/FM 盒式立體聲音響、帶有耳機的獨立後盒式立體聲音響、儀表板上安裝的集成 CD 播放器，以及 安裝在後扶手上的獨立空調和立體聲控制按鈕、安裝在包裹架上的冰箱、前照燈、所有外側座椅位置的閱讀燈、電動調節傾斜度和伸縮式轉向柱以及方向盤和座椅記憶功能 功能，安裝在手套箱上的禮賓鏡等等，而略低的裝飾套件 Super Select 則配備得更加適度。
這一代的一個獨特的造型特徵是在轎車的 C 柱裝飾中使用了帶有圖案背襯的透明面板。 僅針對日本市場，豐田在皇家轎車上推出了 190 PS（140 kW） Twincam 12 氣門 3.0 升 6M-GE，用於中期更新。 該發動機是同時期的 5M-GE 動力 豐田Supra#A60 和 豐田 Cressida#X70的流行交換。
這是在歐洲市場上的最後一代 皇冠。 採用歐洲裝飾的 2.8 升燃油噴射發動機以 5600 rpm 的速度產生 170 PS（125 kW），並且與當時在那裡出售的 Supra 具有相同的規格。Swiss buyers, however, had to make do with the single-cam 140 PS（103 kW） 5M-E engine due to their particular emissions restrictions.
對於東南亞和海灣阿拉伯國家合作委員會國家等一般出口市場，還提供化油器“5M”發動機。 此版本以 5000 rpm 的速度產生 128 PS（94 kW），甚至可用於四速手動變速箱。For the even more frugal buyer, the carburetted OHV 3Y engine with 88 PS（65 kW） at 4600 rpm was also on offer.

## 第八代  (S130; 1987)
1987 年推出。車身樣式：轎車、硬頂和旅行車，包括商用麵包車模型。該型號使用了 7M-GE 3000 cc DOHC、1G-GZE 2000 cc DOHC 機械增壓器、1G-GE 2000 cc DOHC、1G-E 2000 cc、2L-THE 2400 cc SOHC 渦輪增壓自動高功率柴油機 , 2L-TE 2400 cc SOHC Turbo Diesel（帶手動變速箱）或 2L 2400 cc SOHC 自然吸氣柴油發動機。 4.0 升 1UZ-FE 與 凌志LS 中的發動機相同，後來在 Royal Saloon G 中可用，後者成為具有下一代 Crown 的 豐田皇冠馬傑斯塔。配備 空氣彈簧 的 Royal Saloon G 也可配備 3 升直列六缸發動機。由於懸架不同，Royal Saloon G 帶有不同的型號代碼（彈簧型號的 MS137 與 MS135）。裝備較好的車型採用獨立的半縱臂後懸架，而較簡單的版本（包括所有貨車和廂式貨車）有後軸位於拖尾鏈接。這些版本接收不同的底盤編號（例如 GS130 與 GS131）。
1988 年，它成為第一款配備安全氣囊的豐田汽車。
儘管底盤和車身完全不同，但 S130 與 X80 Cressida 共享造型線索。 1989年，頂級Royal Saloon G推出了世界上第一個基於CD-ROM和彩色CRT顯示器的汽車導航系統。此外，還採用了 TRC 牽引力控制和稱為TEMS(與第一代 Soarer 共享）的電子控制減震器。此皇冠僅在日本、中東、加勒比地區和特定亞洲市場銷售。一些出口市場收到了舊的 2.8 升 SOHC 直列六缸發動機，無論是化油器還是燃油噴射。對於一般國家，只有左側駕駛和四速手動變速箱，2.2升直列四缸4Y發動機也可用。
1988 年 9 月，2 升直列六缸發動機（1G-FE）的窄角雙凸輪版本在大多數應用中取代了雙氣門 1G-E，儘管低成本型號繼續在商用直到 1989 年 9 月的車型。1989 年 8 月，Crown 進行了輕微的改款，前後採用了更符合空氣動力學的設計，並加入了新的保險槓。這也是 4 升 V8 引擎 Royal Saloon G 的推出時間，它使用的引擎與一個月內出現在雷克薩斯 LS400 中的引擎相同。 LPG 動力的 M 發動機同時被更強大的 1G-GP 版本所取代，而四缸 3Y 發動機則接受了燃油噴射。
1990 年 8 月，配備了更大的 3.0 車身的增壓 2.0 型號的版本（GS131H）被添加到陣容中。這輛車的稅級比窄體版本高得多。此類汽車的牌照與更緊湊的汽車不同，因此即使價格昂貴，也被認為是有聲望的。這也是當新的 2.5 升 1JZ-GE 發動機作為 2500 皇家轎車推出時，可提供轎車、硬頂或旅行車，取代早期的 2 升皇家轎車模型。一些 LPG 動力車型也可用於商業用途，使用四缸或六缸的 2 升發動機。1991 年 10 月，推出了渦輪柴油轎車的大型變體。
在日本，旅行車被認為與商用貨車模型分開。它們最初配備了 2 升 1G-FE 六缸發動機，或者作為增壓“皇家轎車”旅行車。 2.4 渦輪柴油也可用。到 1990 年 8 月，2.5 升 1JZ-FE 也可用於旅行車陣容。

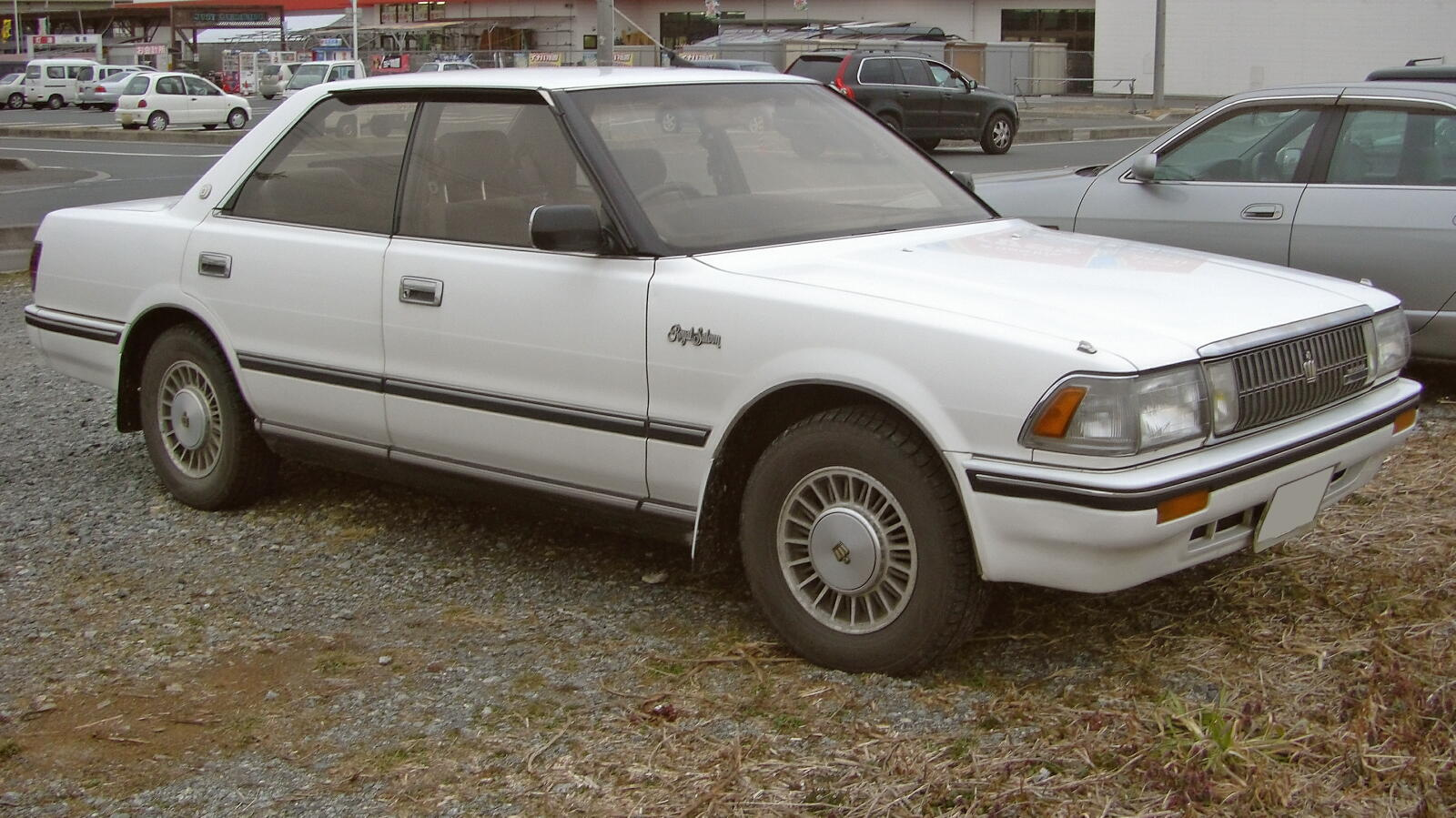
豐田Crown Hardtop Royal Saloon (日本)
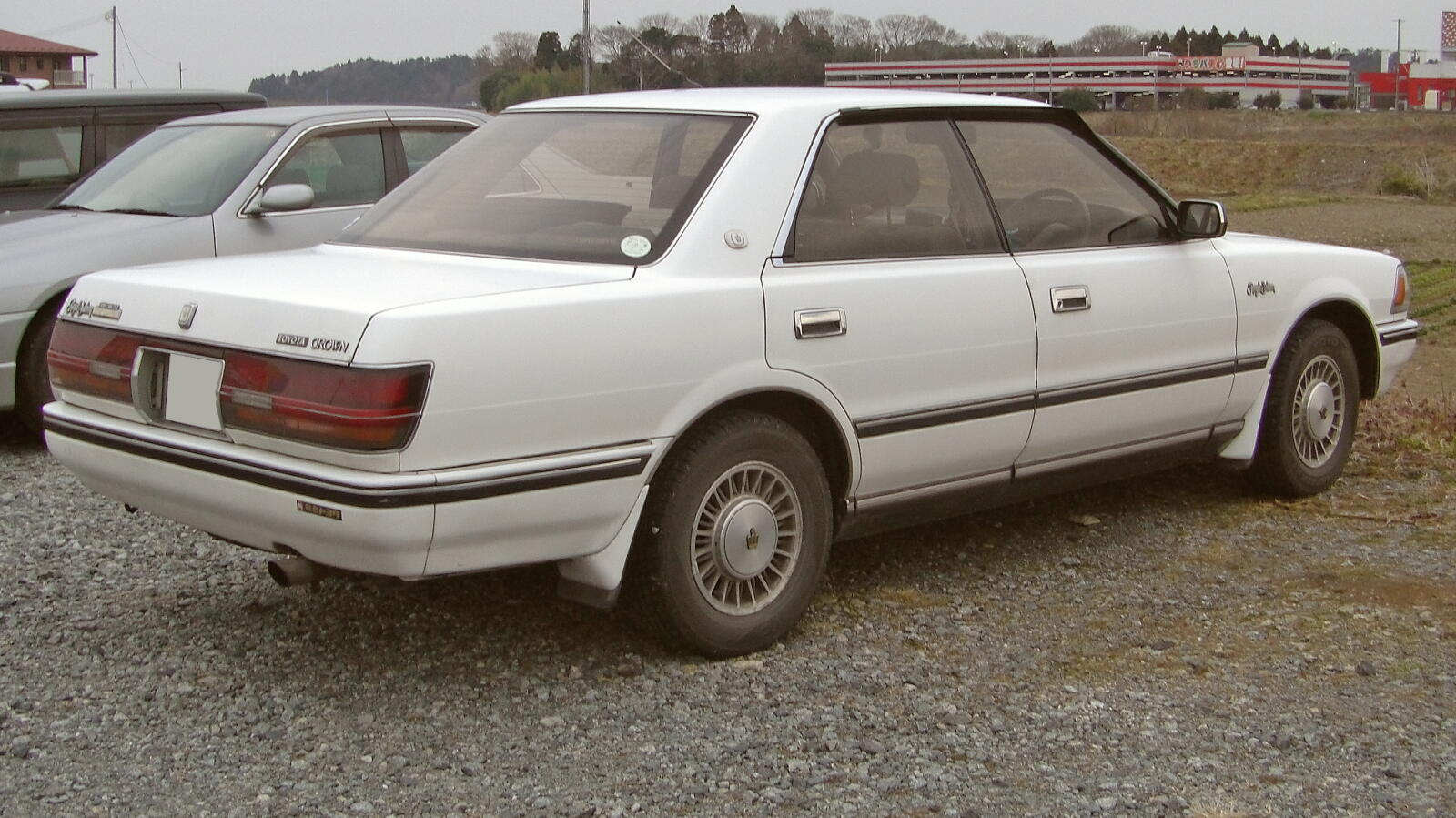
豐田Crown Hardtop Royal Saloon (日本)
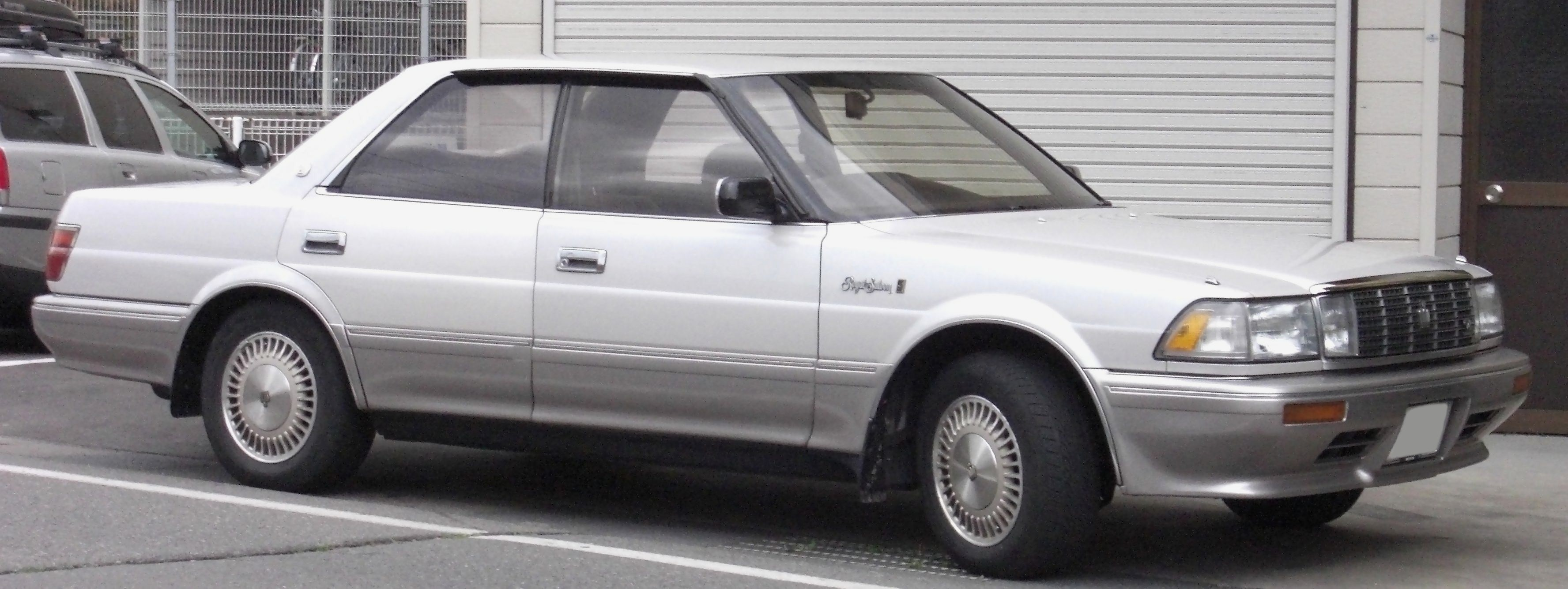
豐田Crown Hardtop Royal Saloon G V8 (UZ131, 日本)
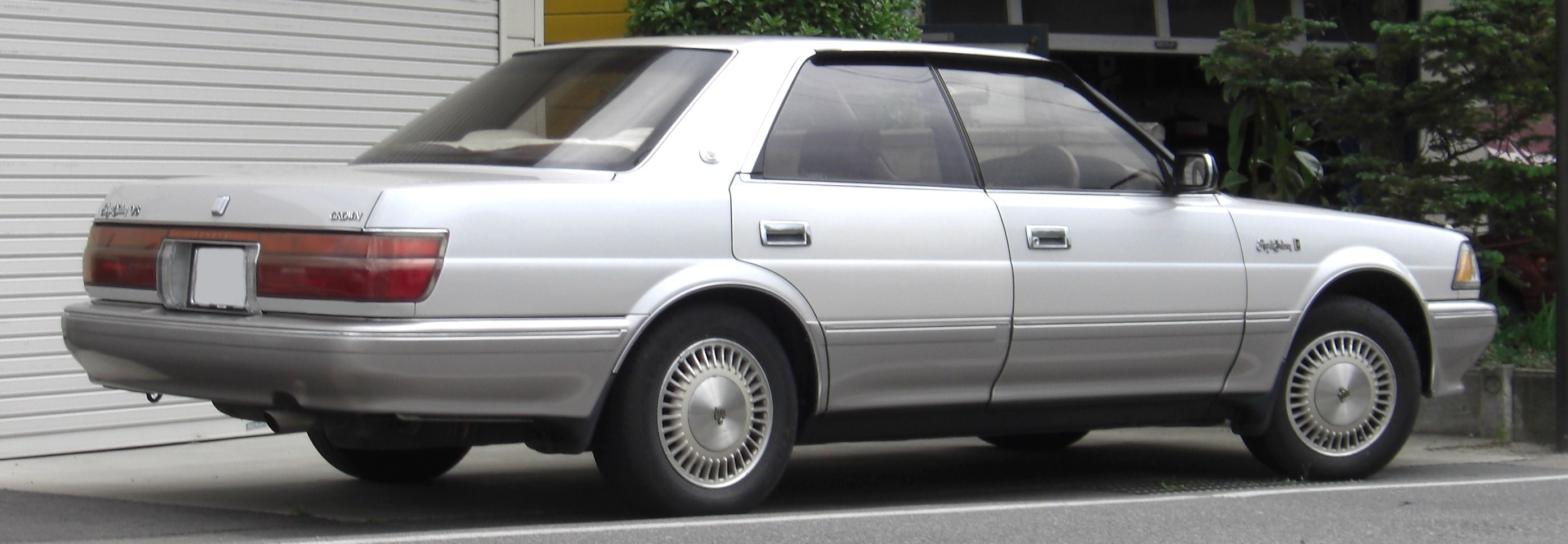
豐田Crown Hardtop Royal Saloon G V8 (UZ131, 日本)
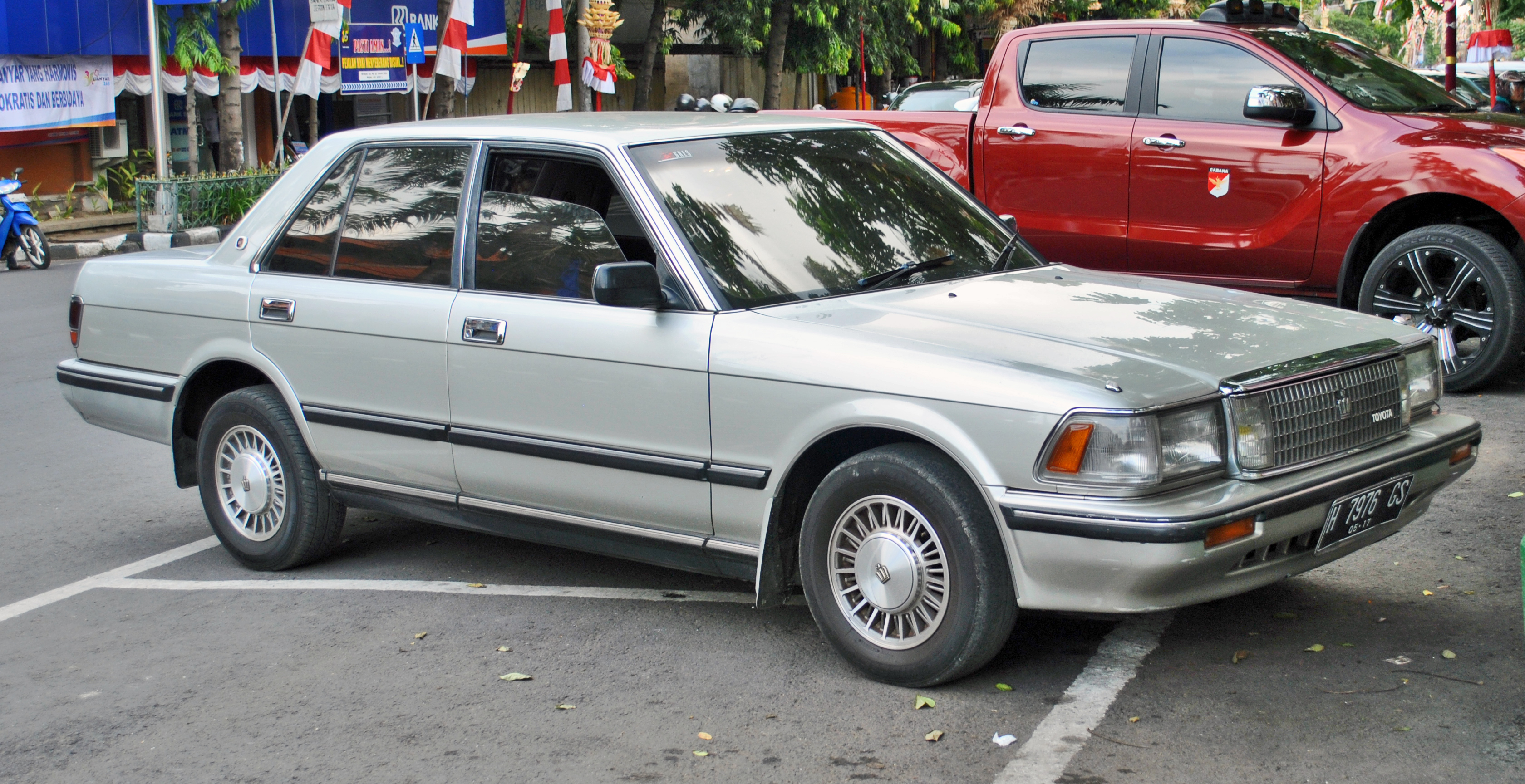
豐田Crown Sedan 2.0i Royal Saloon (印度尼西亞)
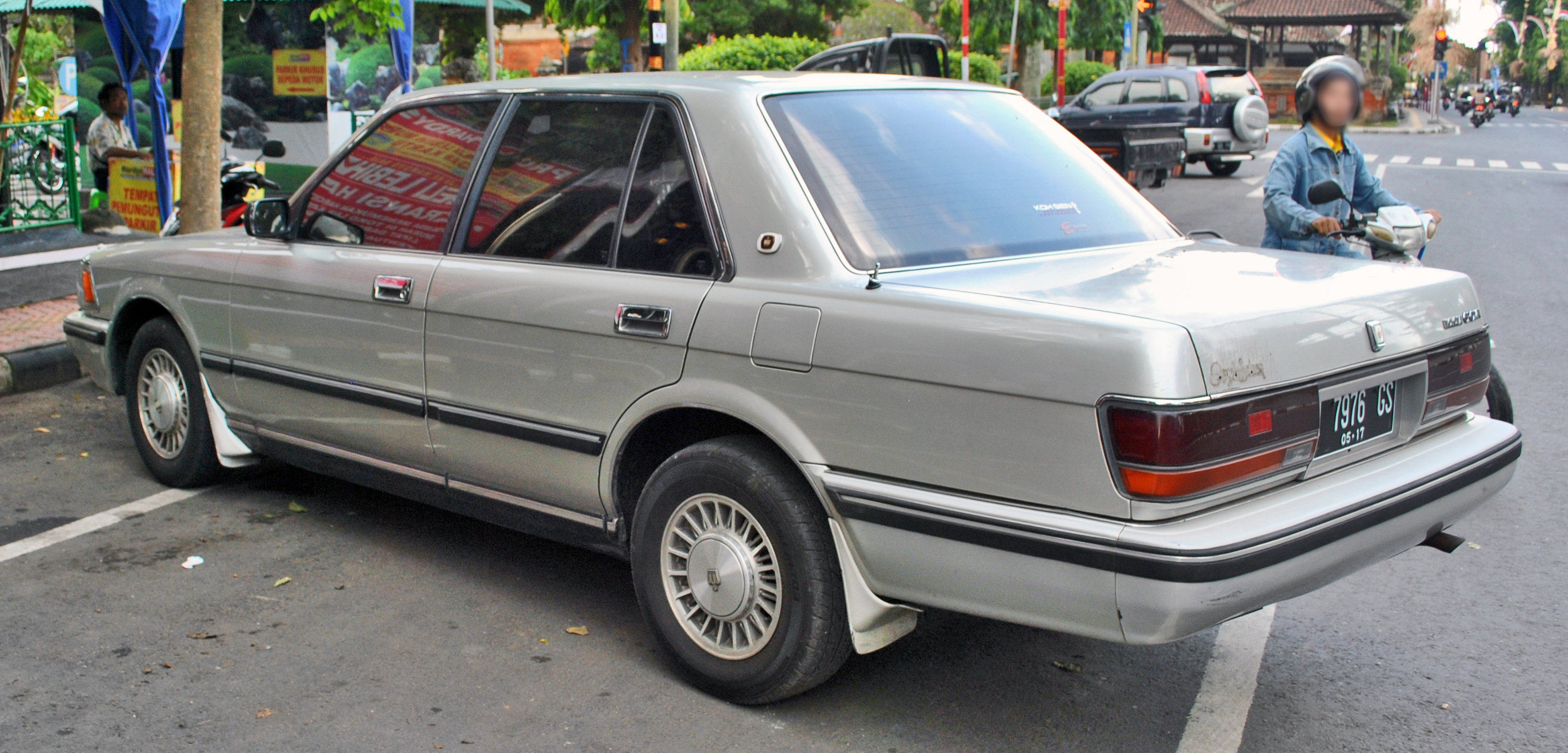
豐田Crown Sedan 2.0i Royal Saloon (印度尼西亞)
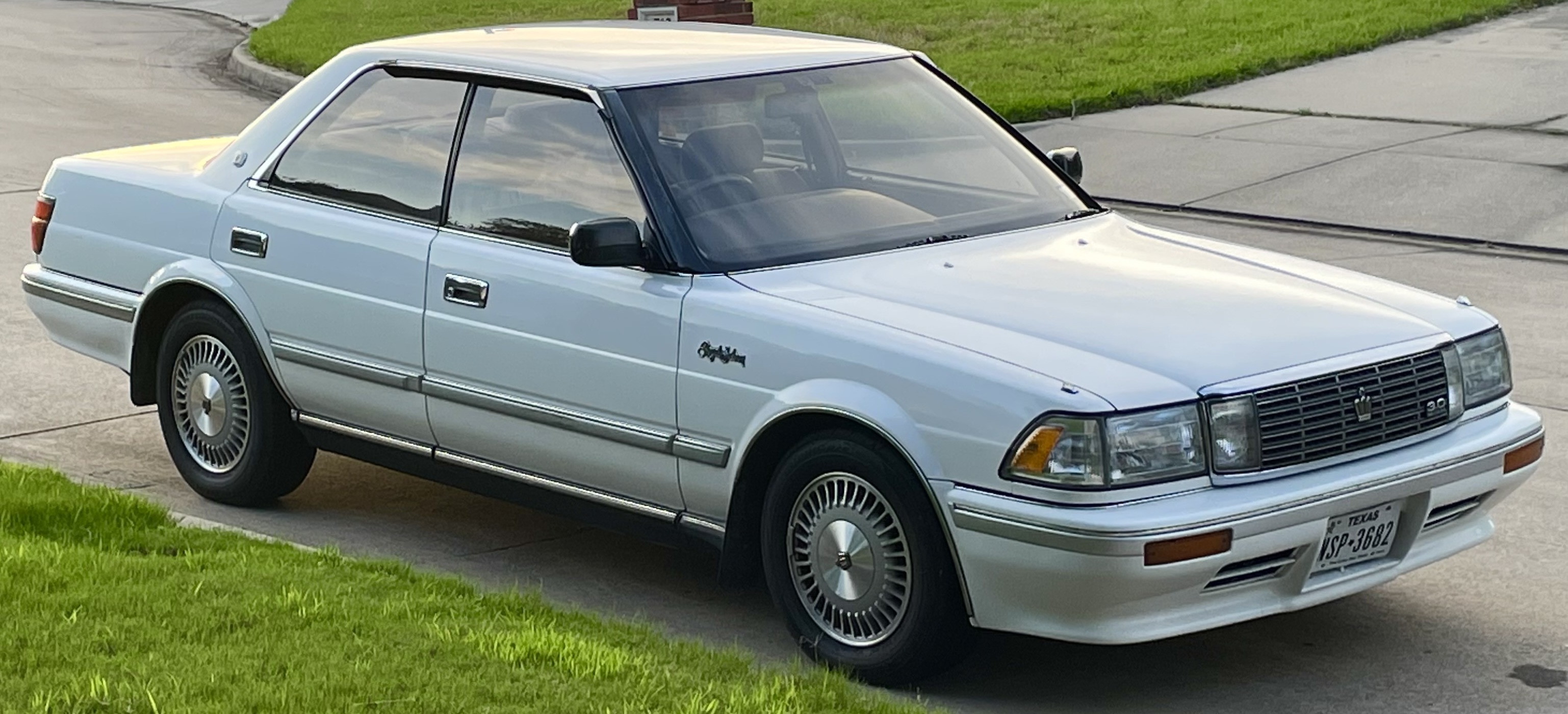
豐田Crown Royal Saloon Hardtop (1991年 JZS131)

### 改型 (1991年-1999年)
1991 年 8 月，皇冠硬頂重新設計成為 S140 系列時，皇冠轎車和旅行車和廂式貨車也進行了重新設計，但保留了 S130 型號代碼。此時，1JZ-GE 和 2JZ-GE 發動機取代了 Crown 系列的 M 系列直列六缸發動機，以及一些增壓 G 系列車型。出租車的標準轎車和基礎車型的旅行車配備圓形大燈和鍍鉻保險槓。搭載2.4升柴油發動機，匹配4速立柱式手動變速箱。在香港和新加坡，柴油發動機的皇冠轎車是最常用的出租車.
與此同時，Crown Royal Saloon 是一款專屬汽車。 1991 年 10 月，增壓模型停產。 1995年12月，停止向日本市場銷售轎車車型。1996年9月，1JZ-GE 2.5升發動機獲得VVT-i，導致功率從180至200 PS（132至147 kW）躍升。旅行車和麵包車的銷售於 1999 年 12 月停止。
1993 年，長城能夠以 CC1020S 的名義製造 S130 的克隆。GW 製造了一種旅行車變體，稱為 CC6470，以及乘員駕駛室版本，也稱為 CC1020S。還基於 BJ212 底盤製造了更長的旅行車版本。

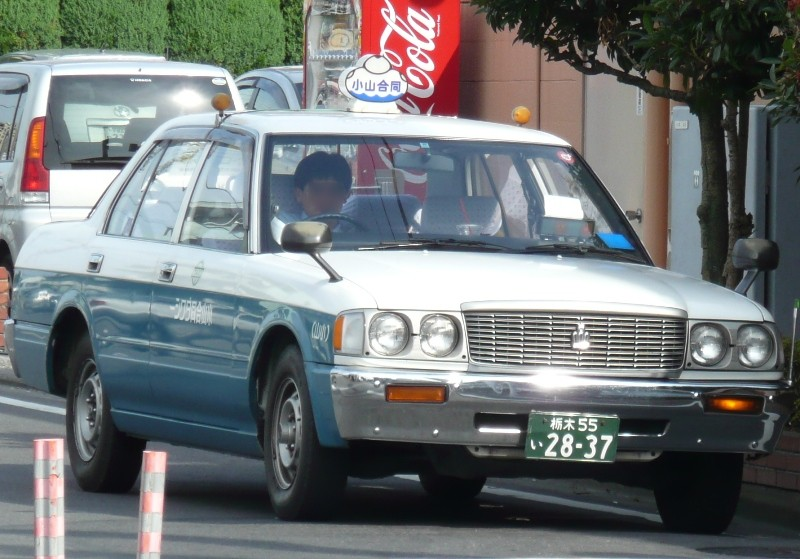
圓形大燈的出租車 (YS130)Crown Sedan Diesel (已改型)
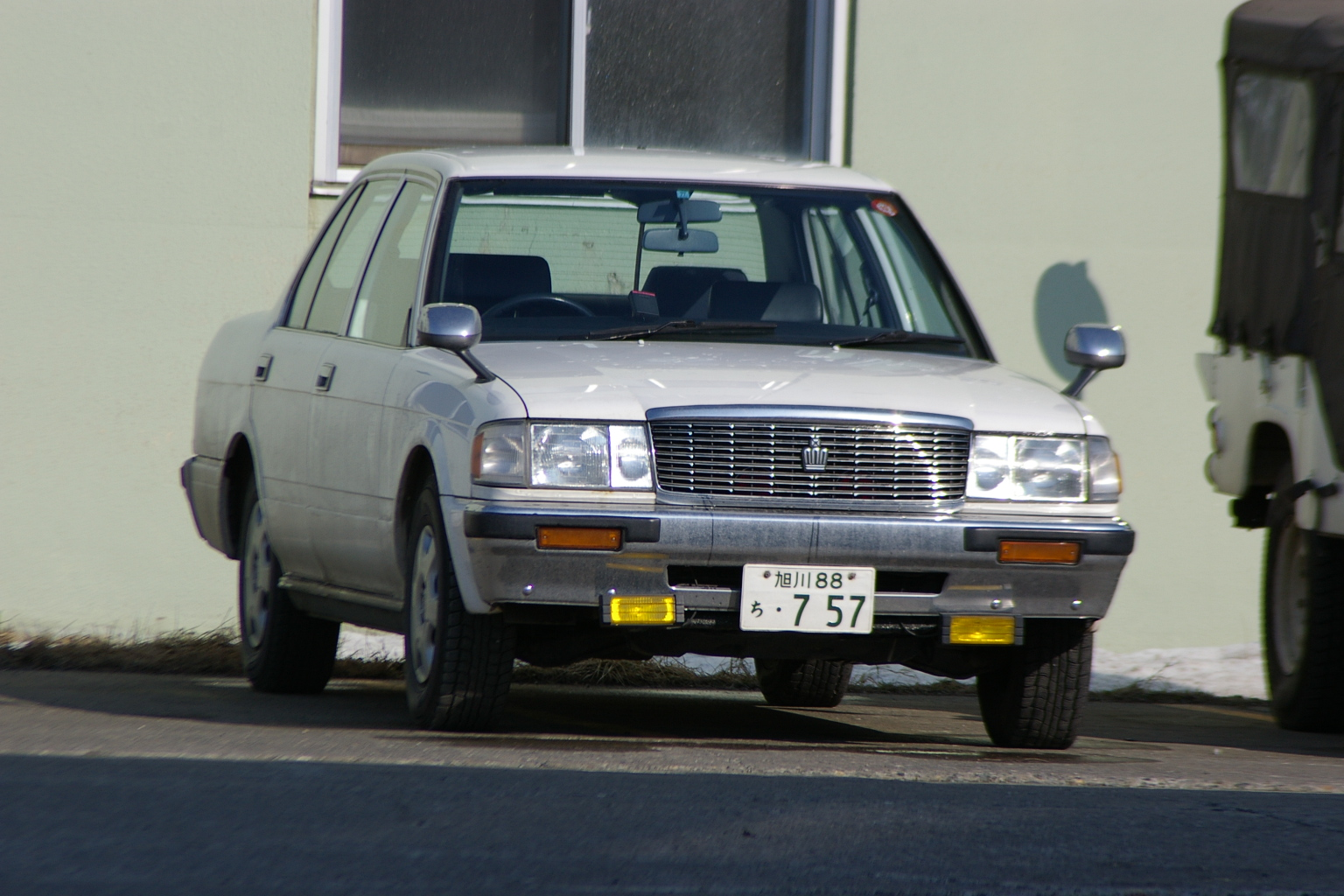
JGSDF的豐田 Crown Deluxe
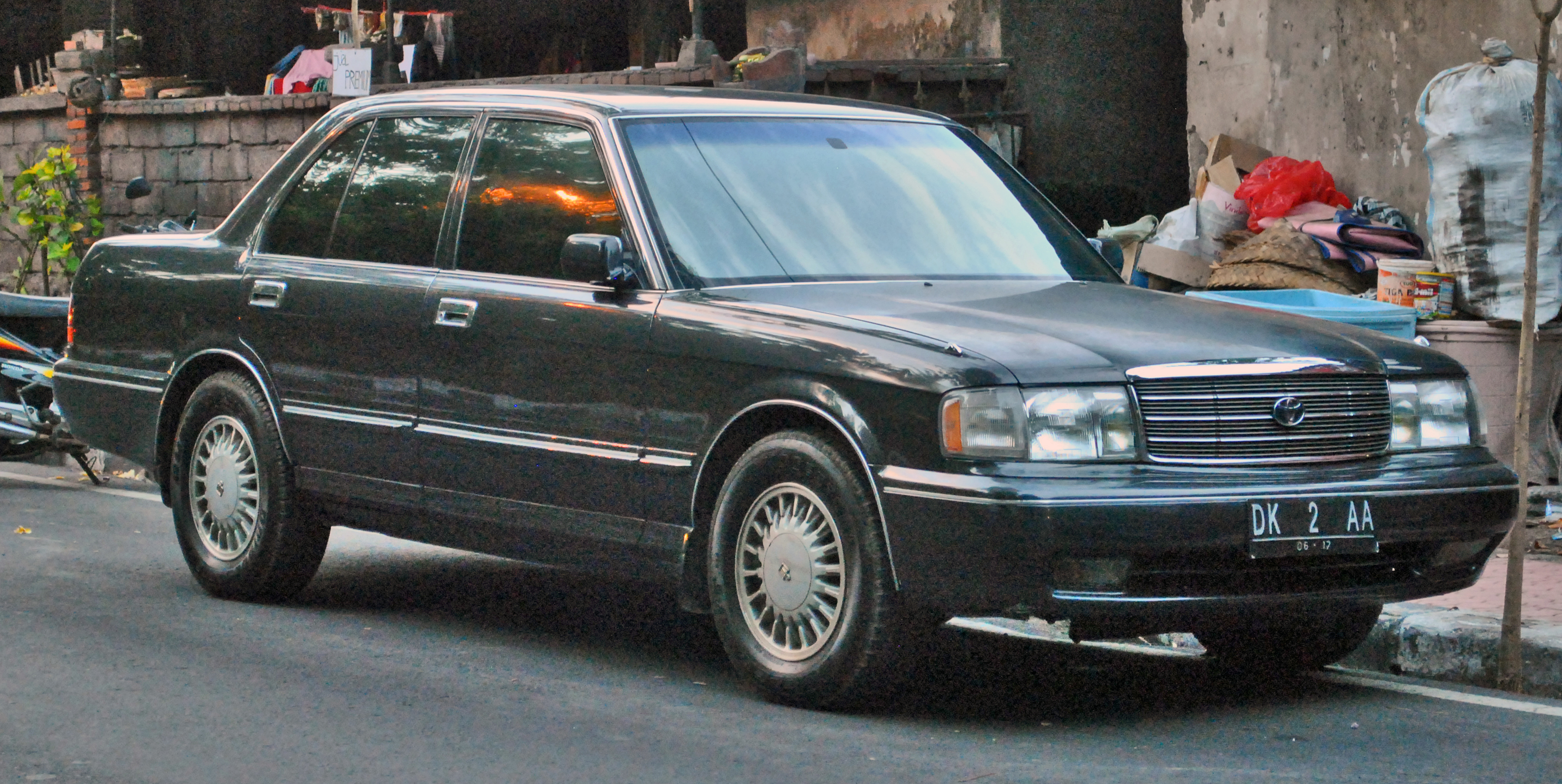
豐田Crown Royal Saloon (JZS133, 印度尼西亞), 3 stripes grill.
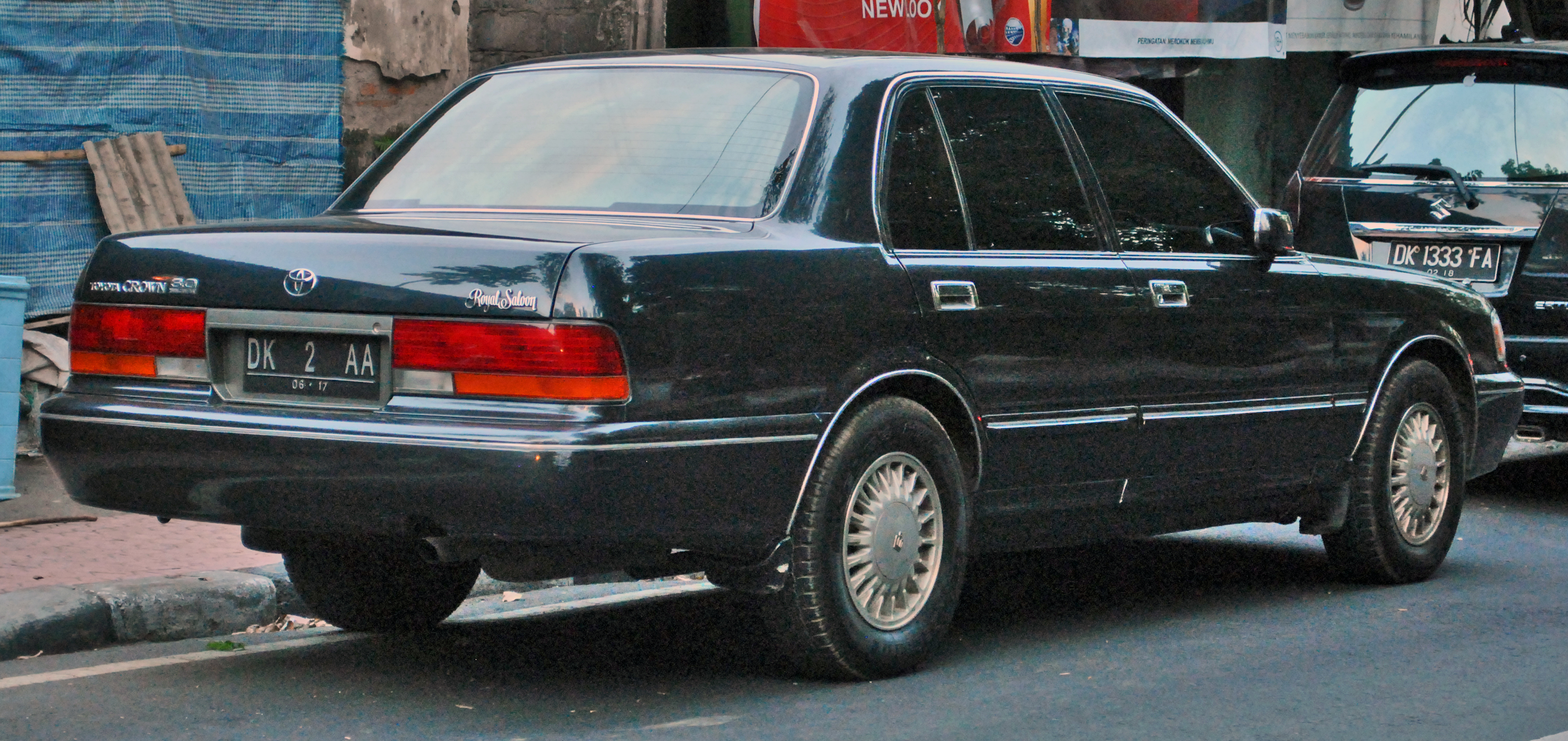
豐田Crown 3.0 Royal Saloon (JZS133, 印度尼西亞)
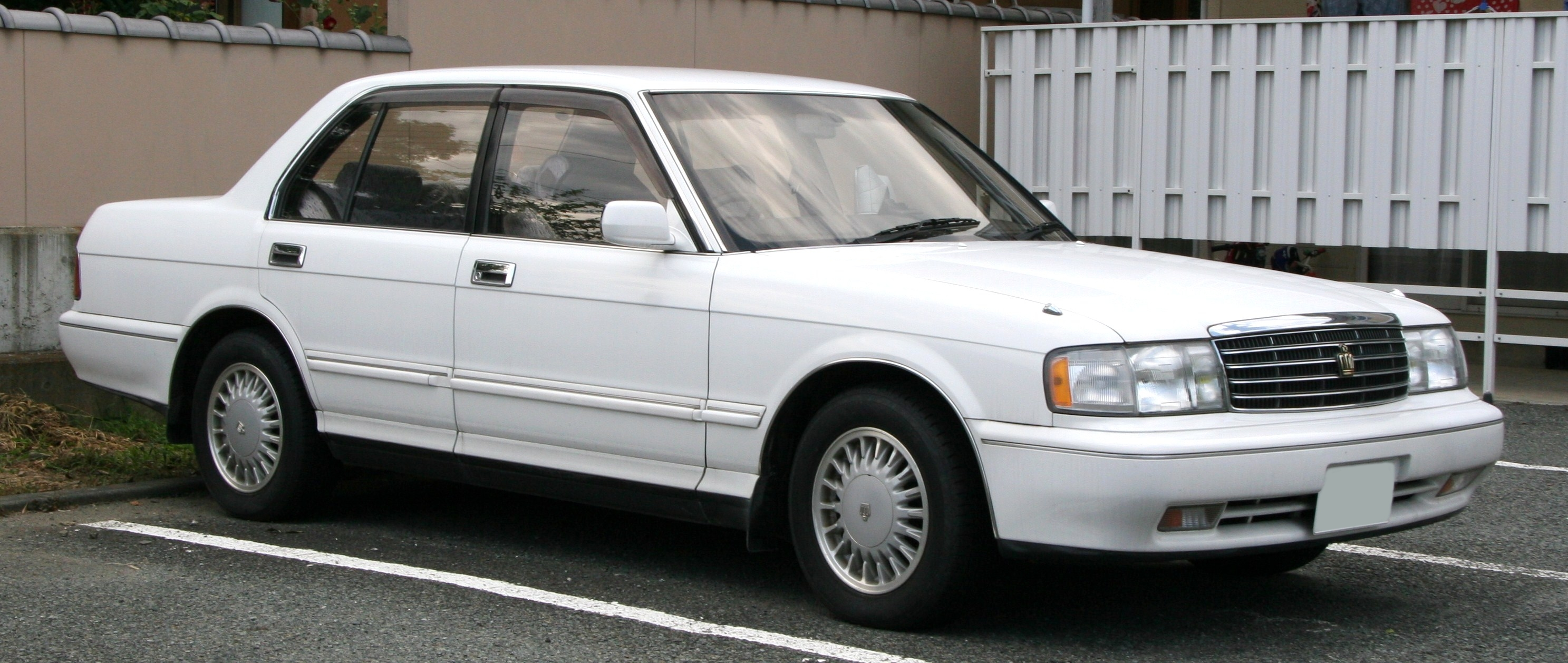
豐田Crown Royal Saloon (日本), 4 stripes grill.
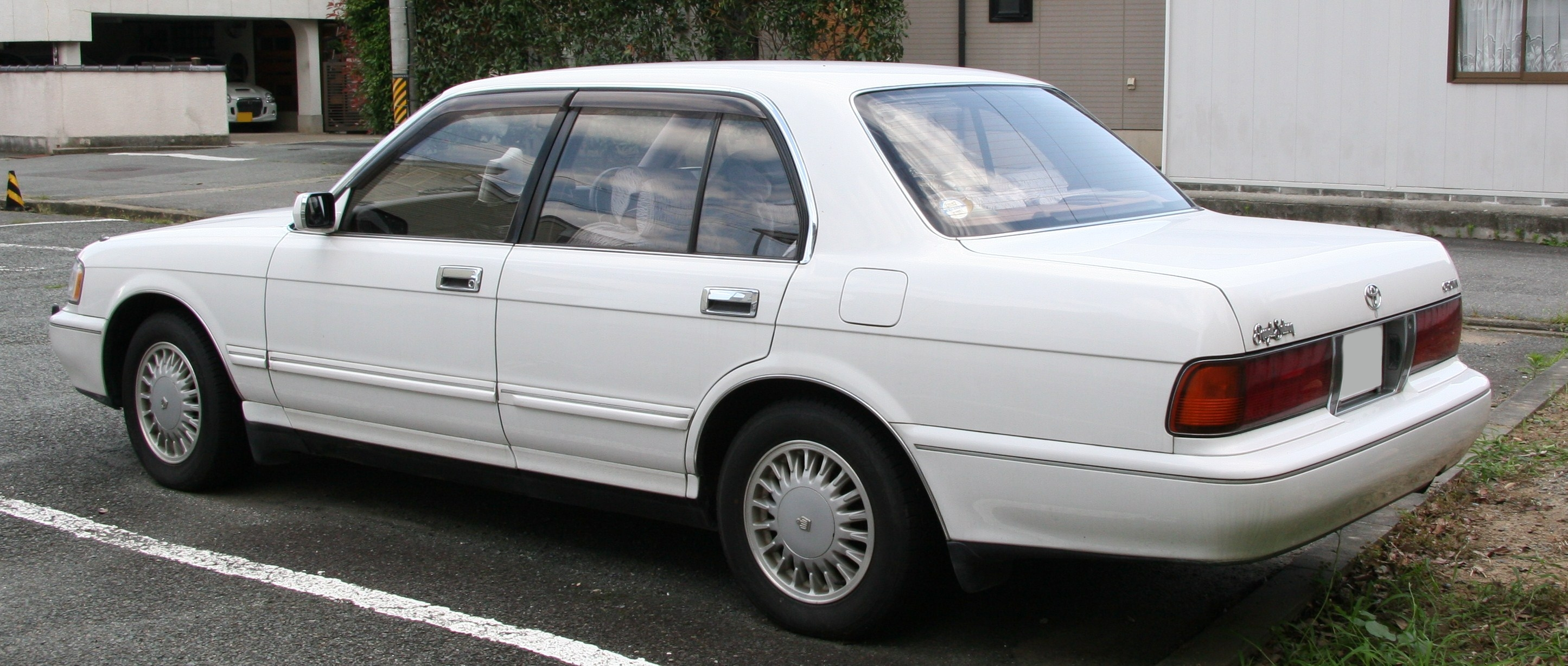
豐田Crown Royal Saloon (日本)
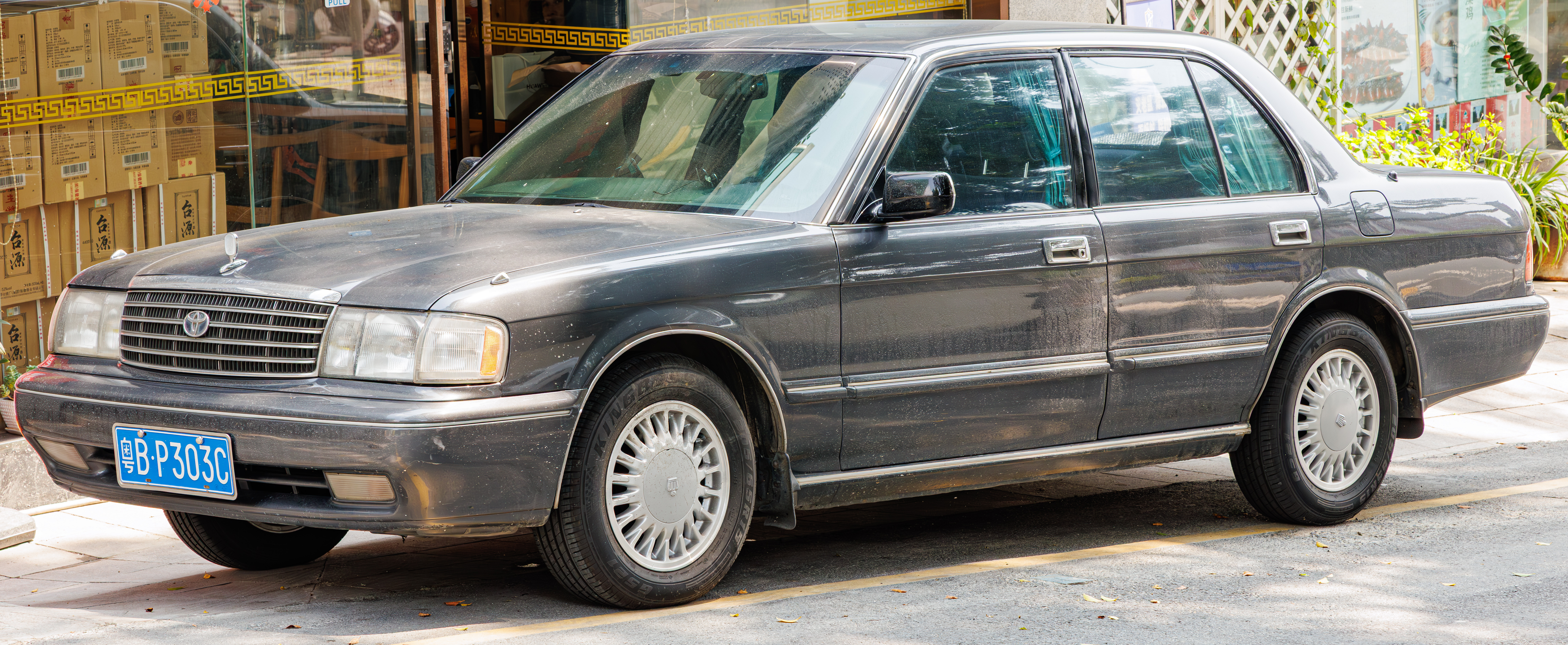
豐田Crown sedan (中國), 5 stripes grill.
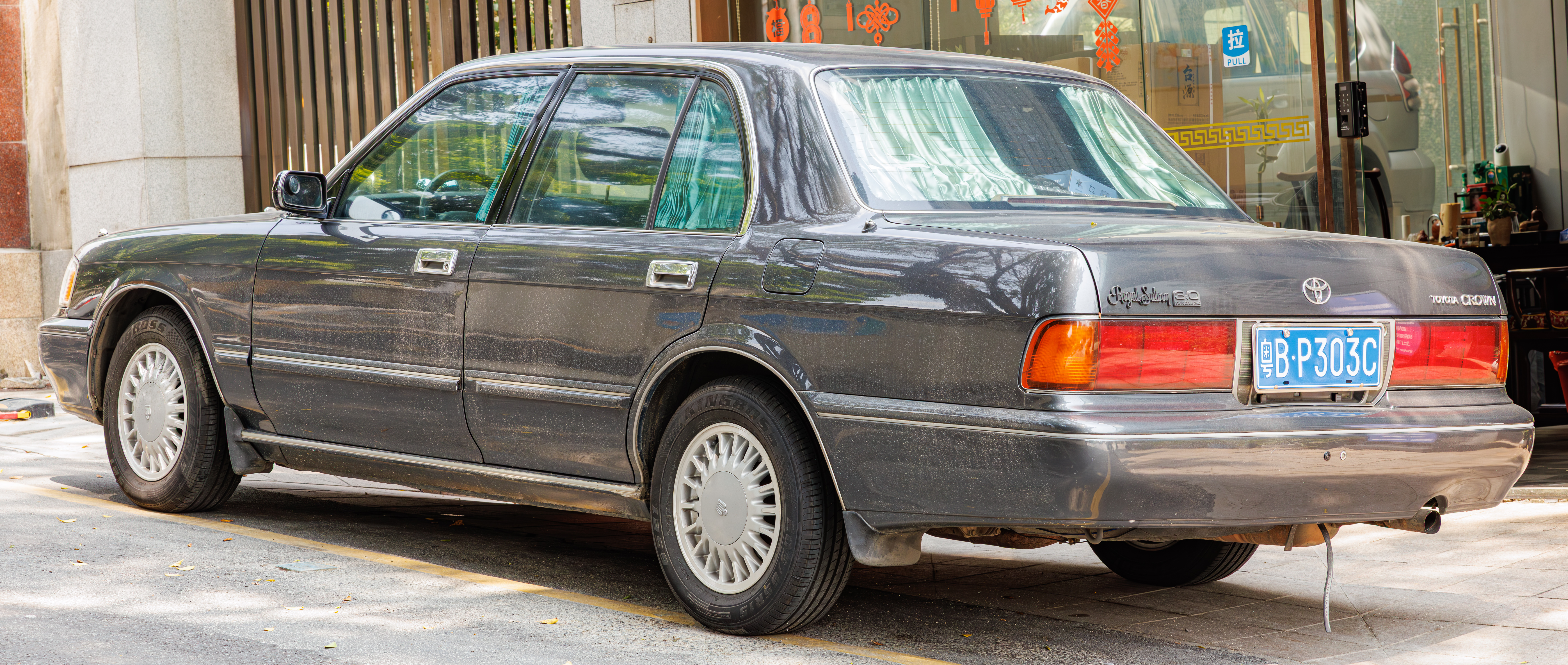
豐田Crown sedan (中國)
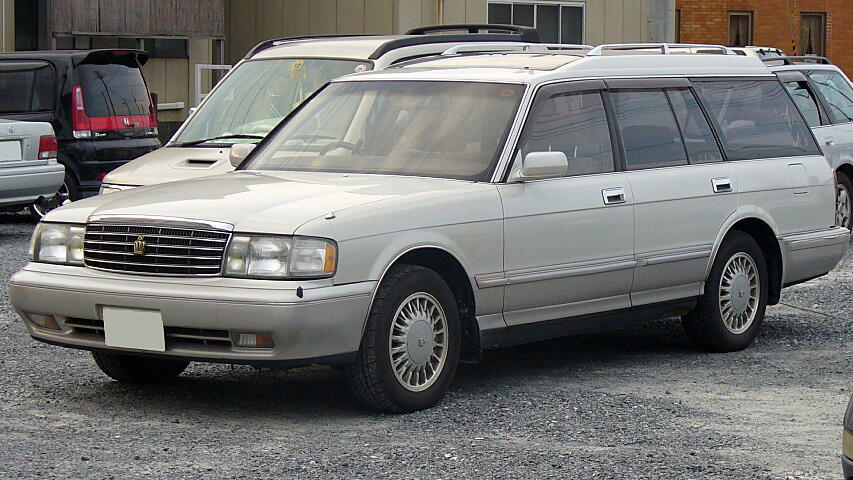
豐田Crown Royal saloon wagon (日本)
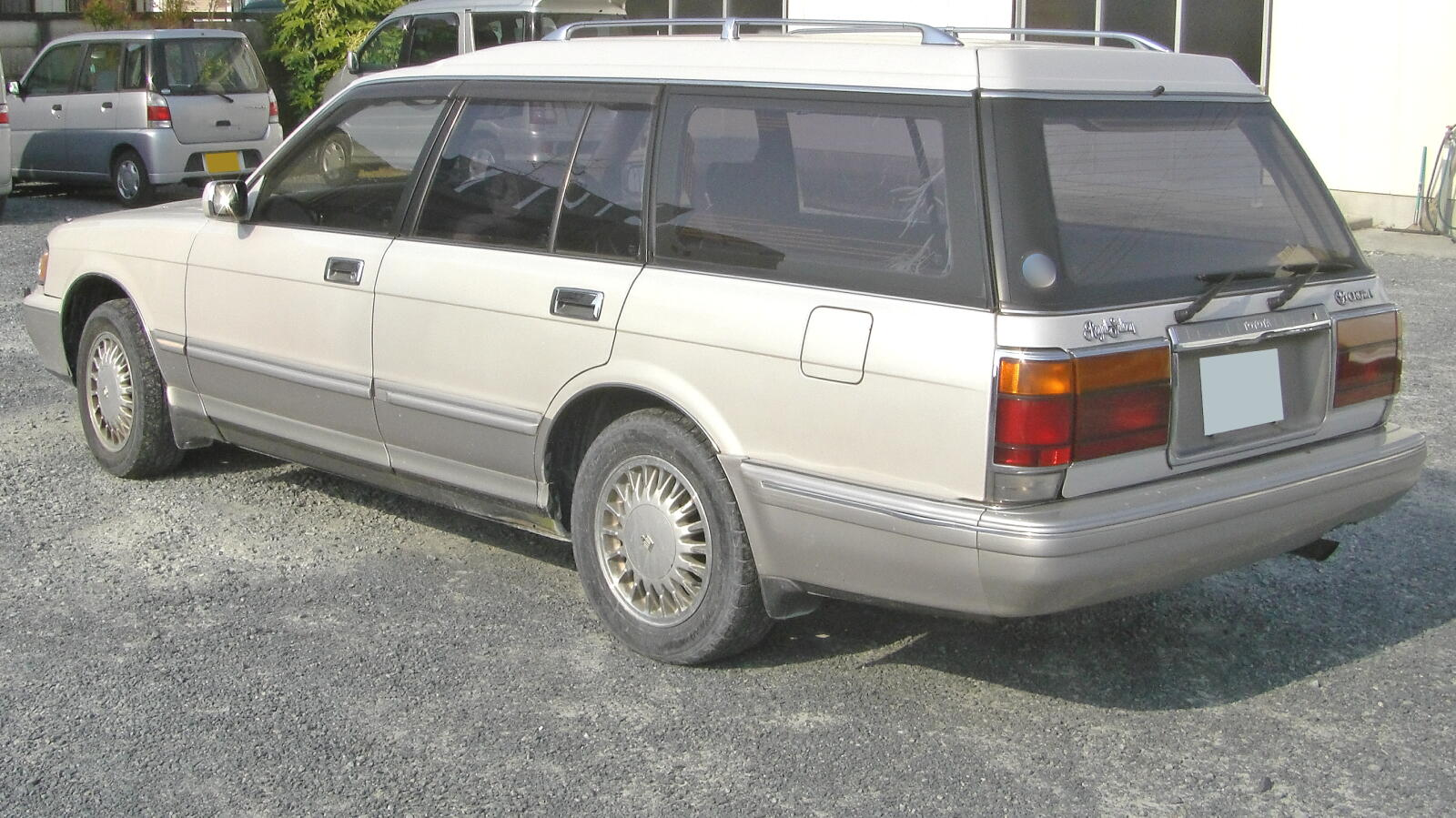
豐田Crown Royal Saloon wagon (日本)
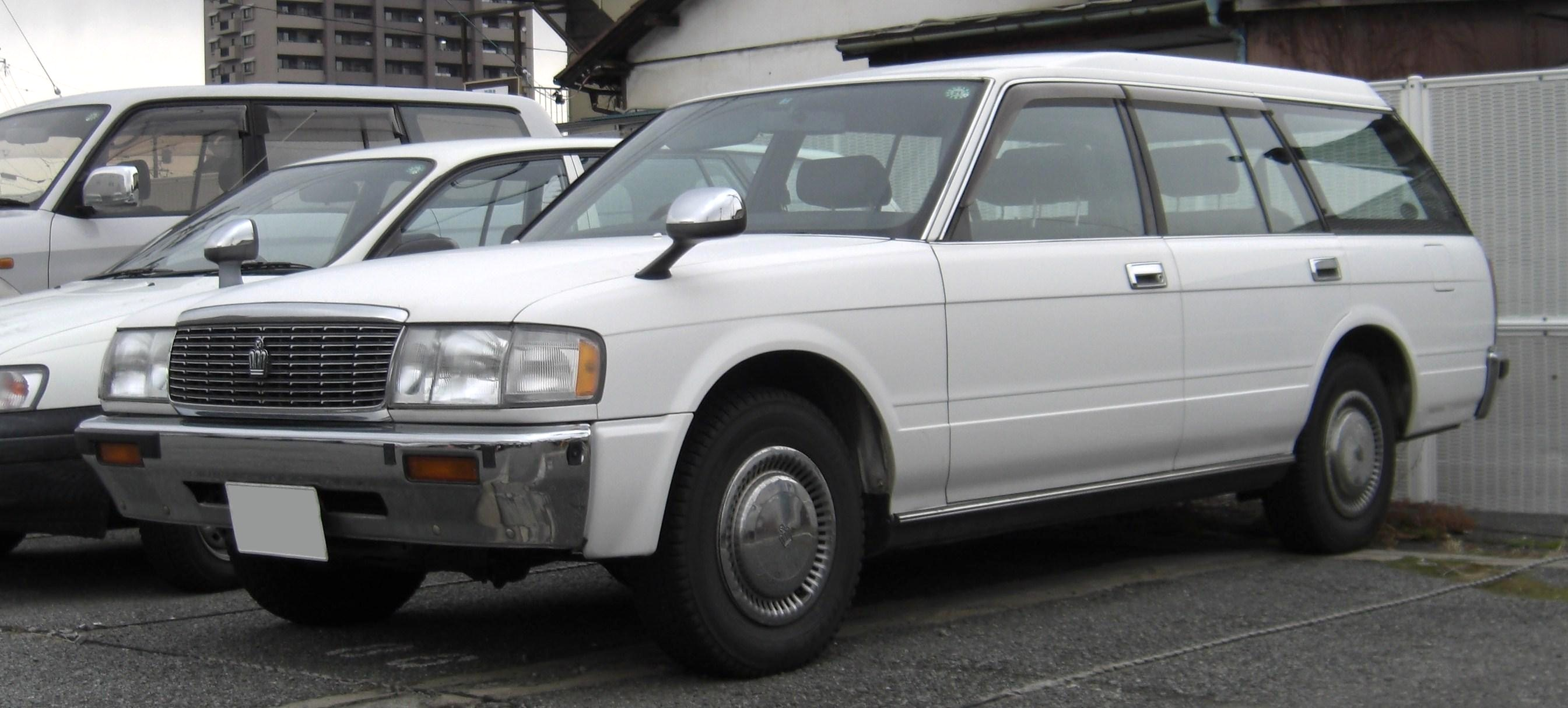
豐田Crown Van Super Deluxe (日本)

### 印尼版本 (1989–2000)
這一代標誌著皇冠於 1989 年回歸印度尼西亞，自 1984 年被豐田 Mark II#X70 取代後，該車型一直沒有定期出售。這輛車是由 豐田 Astra Motor 在當地組裝的。 它最初與兩升“1G-FE”直列六缸發動機（GS131）一起銷售。 提供兩種裝飾級別，配備 5 速手動變速箱的 2.0i Super Saloon 和配備 4 速自動變速箱的 2.0i Royal Saloon。 它在 1992 年進行了重大改造，並在 1995 年在日本更換轎車後繼續建造。 同樣在 1995 年，2.0 被“2JZ-GE”3 升發動機取代。印度尼西亞獨有的 Crown 3.0 Super Saloon 內飾與 5 速手動變速箱相結合，而更昂貴的 3.0 Royal Saloon 配備 4 速自動變速箱。 S130 Crown在印度尼西亞的生產於2000年停止。

### 塞北箭皇冠
在 S130 Crown 由豐田在中國正式銷售的同時，塞北箭雲岡汽車廠也有一款重新貼標的 S130 Crown 以塞北箭皇冠的形式出售。 該品牌還為眾多汽車重新貼標，例如 Toyota Previa、Honda Accord、Nissan Sunny 和 本田奧德賽。
在20世紀80年代初期，儘管中國的進口稅很高，但中國進口汽車的數量急劇增加。中國的消費支出失控，造成了嚴重的貿易逆差。1985年3月中國提高了進口商品的關稅，幾個月後又增加了新的“監管稅”。 到 1985 年秋天，中國對幾乎所有車輛進口實施了為期兩年的暫停令。在限制進口的同時，中國還試圖通過擴大現有的各種合資汽車生產協議以及增加新的協議來增加本地生產。 但當時“中國生產汽車”的定義不明確，激發了本土企業家利用這個漏洞。
這些註冊汽車實際上是從日本全進口汽車，然後運往香港，但沒有輪胎、後視鏡和門把手，被歸類為“汽車零件”，從而避免了中國的60-80%進口稅。其餘零件先從日本運到香港，再於廣東組裝成車。但是為了能夠銷售這些汽車，這家位於廣東的公司需要一個政府批准的本地汽車品牌。 該公司隨後與總部位於山西的小型客車製造商大同塞北建汽車廠達成業務協議，使用其授權品牌銷售這些汽車，其中一輛是塞北建皇冠。這是幾乎沒有被隱瞞的走私。 這讓投入大量資金的真正合資企業和因進口稅損失收入的中國政府都不高興。 這導致政府於1998年9月8日在湛江附近的粵南地區逮捕了200多名政府，海關和執法人員。這起事件被稱為“9898走私案”，是內地過去50年最大的走私案。由於非法進口數千噸原油、鋼鐵、汽車和其他製成品，該省的收入損失估計約為300億日元。

## 第九代 (S140; 1991)
1991年推出的這款豐田皇冠車型一改以往車型的傳統造型，引入了全新的Royal Touring內飾級別。 新的硬頂車型帶有 S140 底盤名稱，而更新後的 Crown 轎車和旅行車仍然保留了上一代 Crown 的 S130 底盤。 與它的前輩不同，這款車型專門生產右駕車型，因此沒有出口到右駕車輛的市場。 硬頂車型使用的發動機選項是 2JZ-GE 3000cc DOHC、1JZ-GE 2500cc DOHC 和 2L-THE 柴油 2400cc SOHC 發動機。 1G-FE 2000cc DOHC 發動機從第八代繼承下來，用於轎車和旅行車車型。 變速箱選項是可選的五速變速箱，稱為“5ECT-i”，用於 2JZ-GE，四速“ECT-i”變速箱，用於 2JZ-GE，四速“ECT”變速箱用於 1JZ-GE 、2L-THE 和 1G-FE 裝備的車輛。
第九代皇冠取消了超級版內飾級別，超級轎車內飾成為入門級內飾。 引入了一種新的內飾級別，稱為 Royal Touring，旨在成為具有 2JZ-GE 和 1JZ-GE 兩種選擇的中檔車型。 S140 硬頂的裝飾級別為 Super Select、Super Saloon Extra、Royal Touring、Royal Saloon 和 Royal Saloon G。Royal Saloon G 裝飾保留了上一代的所有高階配置，包括全數字儀表組、GPS 導航 ，以及比其他內飾級別更多的安全設備。 與上一代一樣，配備 空氣懸架 的 Royal Saloon G 具有不同的型號代碼（JZS145 與螺旋彈簧型號的 JZS143）。
樣式與 S130 一代相比發生了很大變化。 設計轉向了更加彎曲的前端和後端，並從之前車型上的 C 柱上移除了皇冠徽章。 引入了全新的尾燈設計，這是一種彎曲的環繞式設計。 前端造型受到 UCF10 凌志LS 的影響，後者比 S140 Crown 硬頂早兩年發布。 由於新的後端造型與傳統的獨立方形尾燈不同，該設計受到了負面評價。 這導致銷量和知名度遠低於其競爭對手日產塞德里克和凱萊，以及上一代皇冠。
1993 年 1 月，豐田發布了一款特別版車型，Royal Saloon G 和 Royal Saloon trims 稱為 Prestige Saloon 系列，Royal Touring trim 稱為 Owners Prestige 系列。 這種特殊型號包括新的鍍鉻門把手。
1993 年末，豐田發布了改款車型。 後部設計回歸S130型皇冠，更受好評。 其他變化包括將皇冠標誌恢復到 C 柱，進一步修改前格柵、前保險槓和後保險槓。 新改款的皇冠比之前的造型大受好評，為九代皇冠贏回了部分銷量。
即使在 1993 年底進行了改型之後，與其他幾代車型及其競爭對手相比，第九代皇冠在日本仍被貼上了失敗的標籤。 由於銷量下降，日本國內很多人為了稅收優惠而回收汽車，或作為二手車出口到其他國家，因此第九代皇冠在日本國內已經變得難求。

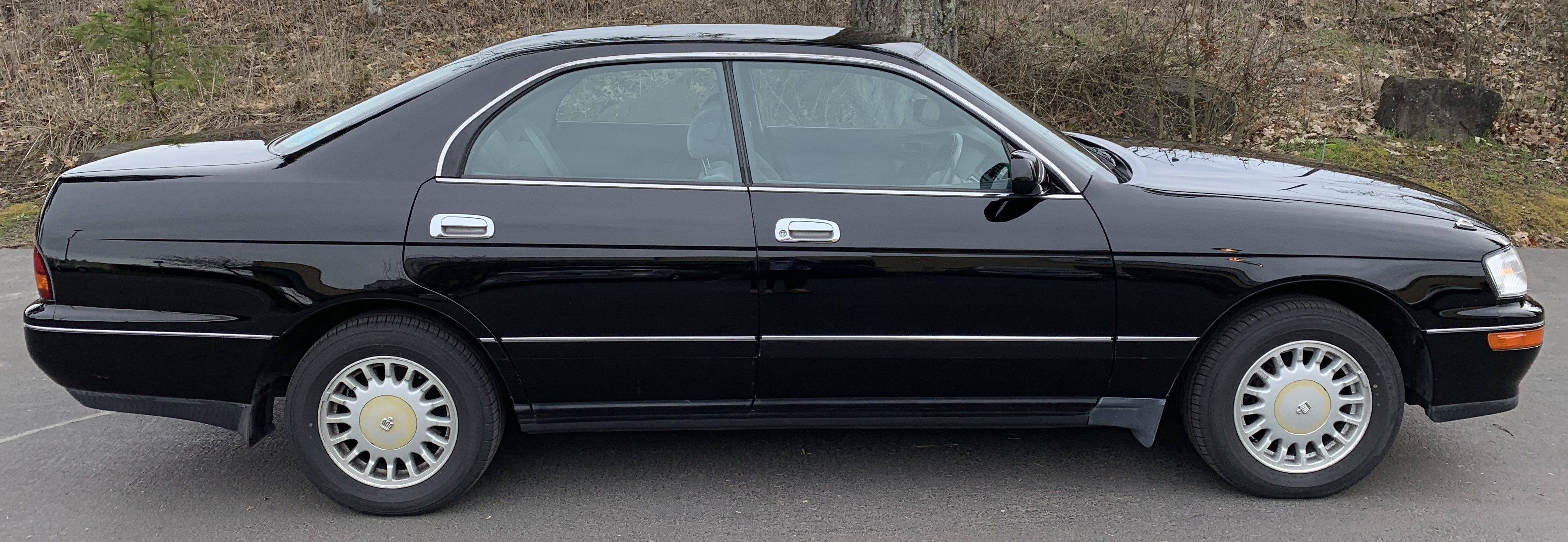
側面,未改型
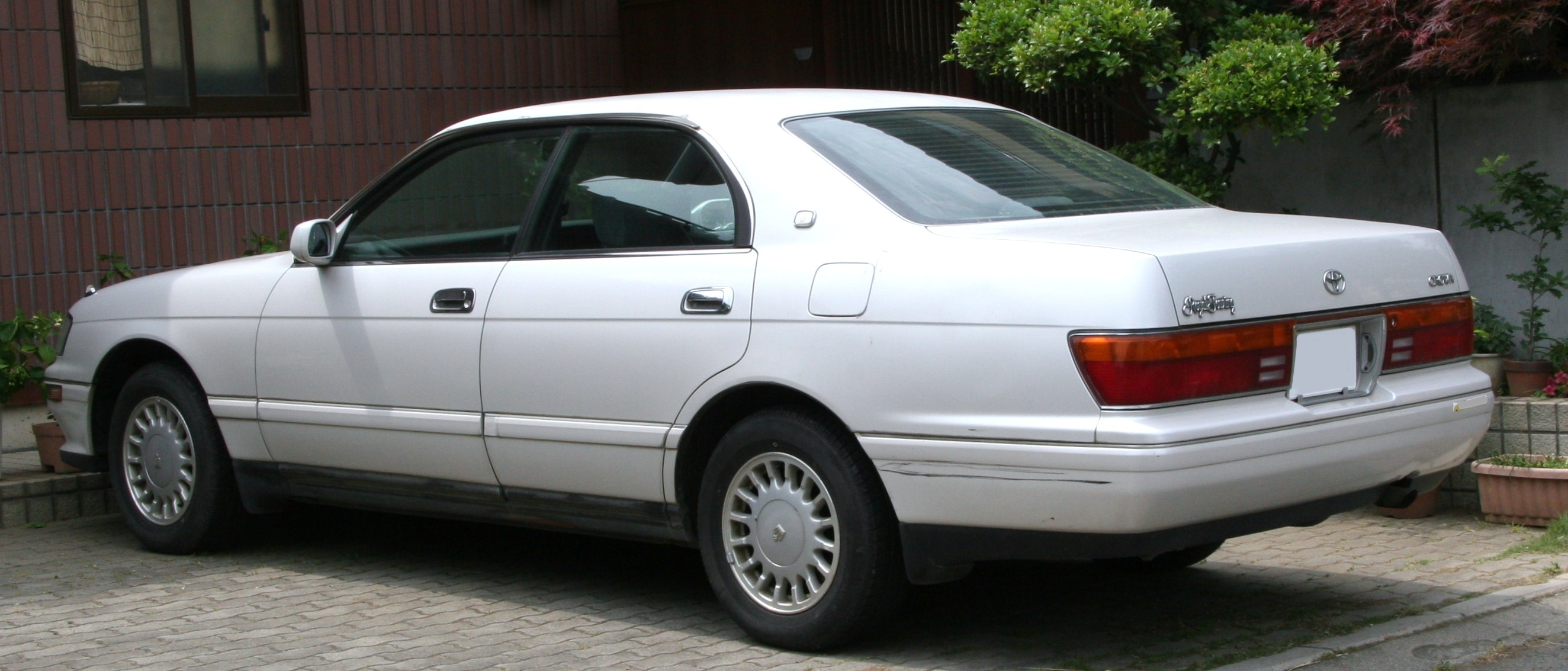
已改型的 皇冠 Hardtop Royal Saloon (日本)

## 第十代 (S150; 1995)
150 系列 Crown 於 1995 年推出，比上一代車型更四四方方，僅作為轎車和硬頂（無框門窗）打造。 這是第一個不使用 非承载式车身 結構製造的皇冠，採用了 140 系列 Majesta 引入的 承載式 結構。 旅行車保留了舊的 S130 底盤，直到 1999 年。
汽油引擎僅作為直列 6 缸單元提供，排量為 2.0、2.5 或 3.0 升，同時提供 LPG 版本的 2.0 L 發動機，以及 2.4 L 發動機。 L 4 缸渦輪柴油發動機。 與前幾代產品一樣，所有配備 2.0 L 發動機的車輛均採用更短更窄的車輛，以符合日本政府的汽車大小限制。 Royal Extra 和 Royal Saloon 提供全輪驅動。 S150 Crown 將是配備手動變速器的最後一代車型。
1996 年，它在日本獲得了與皇冠馬傑斯塔 共享的RJC年度風雲車獎。
與大多數前幾代產品不同，S150 Crown 並未大量出口。 主要銷往中國、香港、中東及菲律賓、新加坡、越南等東南亞市場，少量出口至部分加勒比和拉美國家。 這些皇冠採用轎車而非硬頂車身，配備 2.0 升1G-FE引擎 或 3 升 2JZ- GE引擎，選擇取決於市場情況。

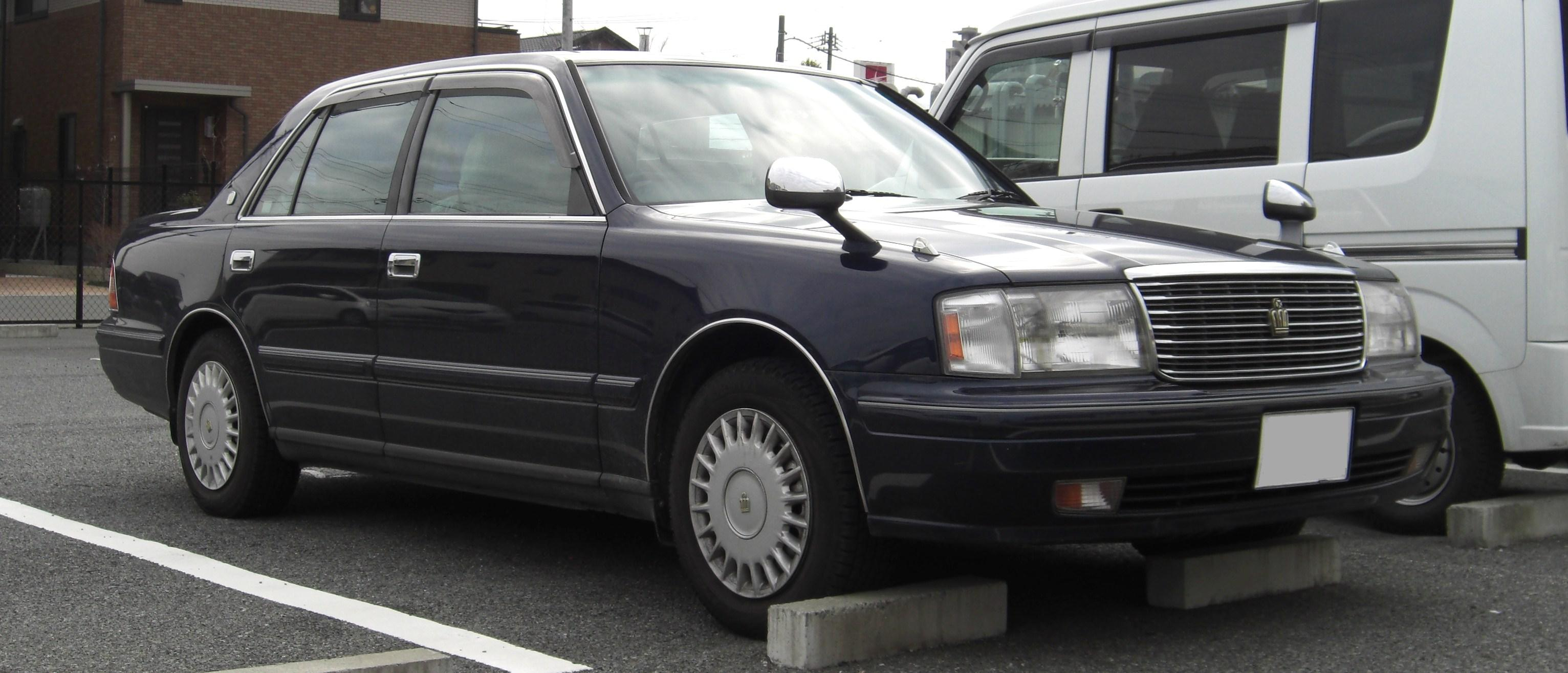
車頭 （轎車）
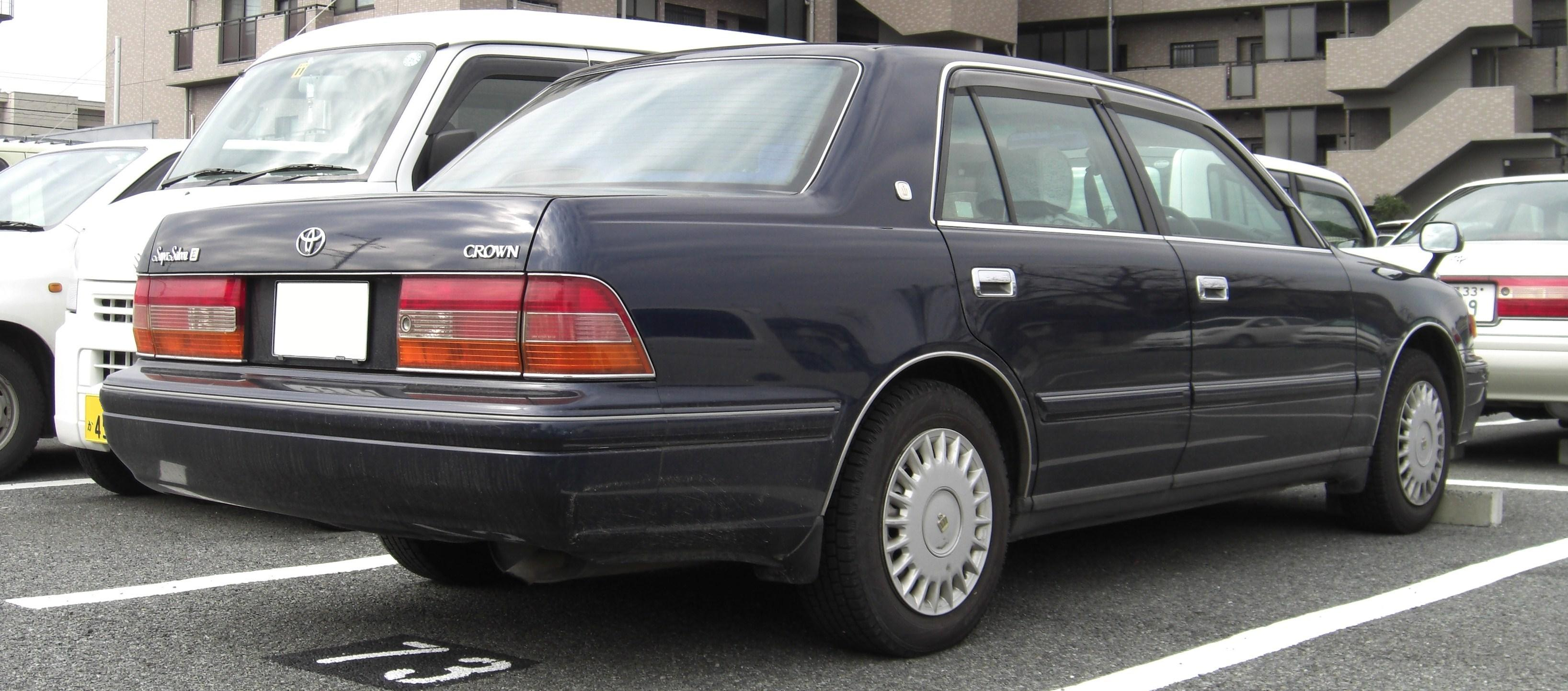
側身（轎車）
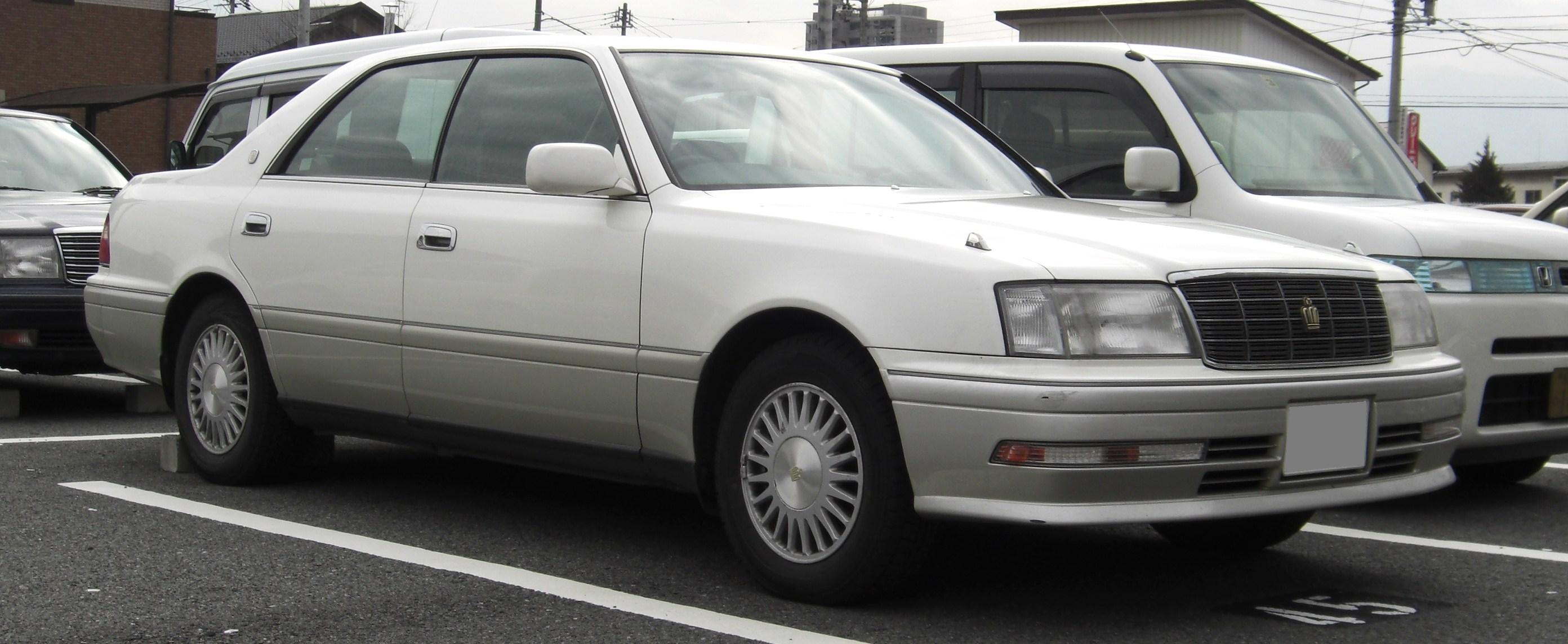
車頭（硬頂）
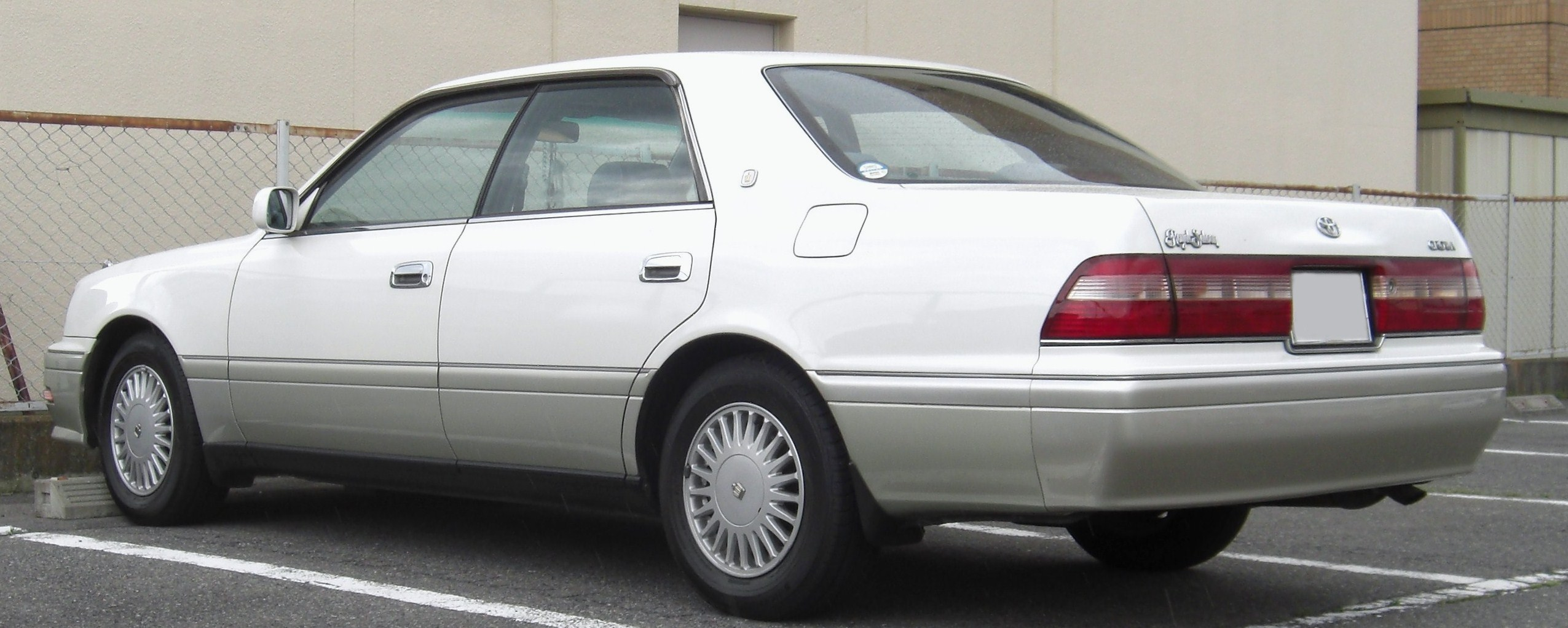
側身（硬頂）

## 第十一代 (S170; 1999)
1999 年 9 月推出的 170 系列具有更短的前懸，從而最大限度地擴大了內部空間和行李箱空間。 有兩種不同的 170 系列 4 門轎車； “皇家”和“運動員”。 馬傑斯塔 雖然共享相同的 S170 底盤，但它是一款比 Crown 更大更長的獨立車輛，具有獨特的前後造型。 四門 Hardtop 停產，並且沒有生產左駕版本，限制出口到新加坡等右駕市場。 1999 年 12 月推出的 170 系列“Estate”是繼 130 系列之後的第一款新 Crown Wagon，一直生產到 2007 年 3 月。安裝的發動機為 2.0、2.5 或 3.0 直列六缸發動機 . Athlete V 配備 2.5 升 1JZ-GTE 渦輪 並提供轎車和旅行車版本，但是 Athlete V 旅行車直到 2003 年才上市，儘管 Crown Estate 的生產一直持續到 2007 年。還提供了 Royal Saloon 2001 年 8 月至 2003 年使用 3.0 升 2JZ-FSE 中度混合動力，使用 BAS 混合動力 系統。後來的非混合動力車型配備了 2JZ 發動機的直噴版本。
從 2001 年 8 月開始更新的“Athlete”版本，尾燈從白熾燈改為 LED 燈，前格柵改為網狀設計。 此外，灰色布料內飾改為黑色布料，黑色皮革成為可用選項。 從 2001 年開始，還提供可選的 17 英寸車輪。一項創新是電子控制（豐田電子調製懸架）空氣懸架 結合非線性 H-infinity 阻尼力控制和側傾控制。170 系列 Crown 取代了印度尼西亞市場上舊版的 130-系列。
共生產了 10,545 輛 Athlete V 轎車，另外還生產了 5,012 輛 Athlete V Estates。

### 圖集
- 1999年～2001年 皇冠 Royal Saloon (JZS175, 日本)
- 1999年～2001年 皇冠 Athlete V (JZS171, 日本)
- 1999年～2001年 皇冠 Athlete V (JZS171, 日本)
- 1999–2001 皇冠 Estate Athlete (JZS171W, 日本)
- 1999–2001 皇冠 Estate Athlete (JZS171W, 日本)
- 2001–2003 皇冠 Royal Extra Limited (GS171, 日本)
- 2001–2003 皇冠 Royal Extra Limited (GS171, 日本)
- 2001–2003 皇冠 Royal Saloon (JZS175, 日本)
- 2001–2003 皇冠 Athlete V (JZS171, 日本)
- 2001–2003 皇冠 Athlete V (JZS171, 日本)
- 2001–2003 皇冠 Estate Athlete (JZS171W, 日本)
- 2001–2003 皇冠 Estate Athlete (JZS171W, 日本)
- 警視廳的豐田皇冠 (S170)
- 車內

## 第十二代 (S180; 2003)
S180的冠模型於2003年底發布，基於“零皇冠”概念車。 引擎已更改為新的Royal和Athlete系列的V6，而豐田皇冠馬傑斯塔僅使用V8，現在以4.3升形式使用4WD可選。 新的發動機提供了更高的性能，同時還提供了更好的燃油經濟性。
左駕皇冠自 2001 年以來首次在這一代上市，儘管它們是由 天津一汽豐田汽車 在中國獨家生產並在國內市場銷售。 雷達防撞系統增加了單個數碼相機，以提高碰撞預測的準確性和預警和控制水平。在日本的電視廣告中，作曲家John Harle創作了一首名為"How should I my true love know?" （页面存档备份，存于）的歌曲，並在G-Book於 2006年5月推出。
與上一代相比較，這一代的軸距和車身闊度分別增加了70 mm（2.8英寸）及15 mm（0.6英寸）. 因此，它成為同時期內部尺寸最大的車型，超過 梅賽德斯-賓士S系列 或 BMW 7系列的車型。另外，為符合日本政府車輛大小限制，更短和更窄的版本的 2.0 L 引擎不再裝備在 Crown。
S170 系列 Crown Estate 與 S180 型號一起繼續生產，隨後生產線被 豐田Alphard 取代，但繼續使用較舊的 I6 引擎。

### 圖集
- 皇冠 Royal Saloon (日本; 未改型)
- 皇冠 Athlete (中國; 未改型)
- 皇冠 Royal Saloon (日本; 改型)
- 皇冠 Royal Saloon (日本; 改型)
- 皇冠 Athlete (日本; 改型)
- 車內

## 第十三代 (S200; 2008)
這一代皇冠有4種款式，分別是皇冠Royal(豪華版)、Athlete(運動版)、馬傑斯塔(更豪華版)及混能(V6指定款式)系列。然而，更大的 4.6L1UR-FSE V8引擎 帶來更高的道路稅（日本）。
皇冠的定位是與歐洲的BMW 5系列、梅賽德斯-賓士E系列、奧迪A6、捷豹XF；美洲的凱迪拉克CTS;日本的Acura RLX、本田 Legend、Infiniti M及日產Fuga競爭。
皇冠 Athlete 經測試由0–100 km/h 加速只需6秒，而 Hybrid 由於混合動力電機的額外動力，估計需要 5.4 秒。
皇冠Hybrid的概念版在 2007年東京車展 上展出。

### 突破
- 皇冠 是首批同時配備導航/人工智能自適應可變懸架系統 (NAVI/AI-AVS)、衛星導航系統以及 G-BOOK 的車輛之一，並擁有許多獨家功能。它可以根據地圖數據調整彎道的阻尼器硬度，並改變變速器換檔時間和引擎速度，以進出高速公路和接近收費站。
- 第一輛配備 主動降噪 的豐田汽車。
- 裝有世界首創帶有毫米波雷達的汽車防撞系統 (PCS)，用於檢測十字路口或另一輛車越過中心線時的潛在側面碰撞。 最新版本將後座向上傾斜，如果檢測到前方或後方碰撞，則將乘客置於更輕微的碰撞位置。[66]
- 世界上第一個裝有 GPS-導航鏈接緊急煞車功能的 PCS 防撞系統。該系統旨在司機在接近停車標誌前是否太晚減速，然後會發出警報，並且還可以在必要時對製動器進行預充電以提供最佳制動力。 可是，該系統適用於某些日本城市，需要 CCD 攝像機 檢測到的日本特定道路標記。
- 皇冠 Hybrid Night View 增加了世上第一個行人檢測功能在汽車夜視系統。 同時，豐田添加了行人 顯示燈 ，並將其顯示在駕駛員面前的LCD 顯示屏上。[67]
- 更新了駕駛員監控系統，用於檢測駕駛員的眼睛是否正常睜開。[68]它監視駕駛員的眼睛以檢測駕駛員的清醒程度。 該系統即使駕駛員戴著太陽鏡或在夜間也可以運行。
- 2009 年推出世界上第一個 中央安全氣囊。

### 圖集
- 皇冠 Royal Saloon (日本; 未改型)
- 皇冠 Athlete (日本; 未改型)
- 皇冠 Athlete (日本; 未改型)
- 皇冠 Hybrid (日本; 未改型)
- 皇冠 Hybrid (日本; 未改型)
- 皇冠 Royal Saloon (日本; 已改型)
- 皇冠 Royal Saloon (日本; 已改型)
- 皇冠 Athlete (日本; 已改型)
- 皇冠 Athlete (日本; 已改型)
- 皇冠 Hybrid (日本; 已改型)
- 車內
- 皇冠 S200 (2009–2012) (中國)
- 皇冠 S200 (2009–2012) (中國)
- 皇冠 Sport S200 (2011–2012) (中國)
- 皇冠 S200 (2012–2015) (中國; 已改型)
- 皇冠 S200 (2012–2015) (中國; 已改型)

## 第十四代 (S210; 2012)
第十四代皇冠於2012年12月25日開售。這一代皇冠的外型與上一代不同，設計是向第五代MS105系列致敬。 汽車的大多數功能都可以通過觸控螢幕進行控制。
第十四代皇冠於 2015 年 3 月在中國開售。定價範圍在 250,800 至 332,800 元人民幣（36,830 至 48,860 美元）之間，設有四種款式，分別是先鋒、時尚、運動和精英。 皇冠目前使用 2 升“8AR-FTS”I4引擎，搭配 8 速自動變速箱。 與日本版相比，中國的皇冠長35毫米，寬5毫米，高15毫米，軸距長65毫米，總重量少約165至305公斤。 中國版的前端有一個像剃須刀片水箱罩。此外，中國版和日本版一樣，前大燈和尾燈更薄，設計更時尚。
在日本，S210 系列 皇冠 於 2018 年 6 月停產，取而代之的是 S220 型號。 它還於 2020 年 5 月停止了面向中國市場的生產，轉而生產XX50 系列的Avalon。

### 特別版
S210皇冠的特別版是與日本主持人/製作人 Terry Ito 聯合製作的。 它具有明亮的粉紅色外觀和各種粉紅色的內部細節。 它於 2013 年 9 月向客戶提供。豐田表示，他們收到了 650 輛汽車的訂單，其中大部分來自男性客戶。 由於裝飾的獨特性和稀有性，使用過的示例的價格仍然很高。

### 圖集
- 皇冠 Hybrid Royal Saloon (日本; 未改型)
- 皇冠 Hybrid Athlete ReBORN Pink (日本; 未改型)
- 皇冠 Athlete (Japan; pre-facelift)
- 皇冠 Hybrid Royal Saloon (日本; 已改型)
- 皇冠 Hybrid Athlete (日本; 已改型)
- 皇冠 Athlete (日本; 已改型)
- 車內
- 車頭 (中國)
- 車身 (中國)

## 第十五代 (S220; 2018)
第十五代皇冠的概念車於 2017 年 10 月在 第 45 屆東京車展 上亮相，並於 2018 年 6 月 26 日開售。其設計是其他雷克薩斯和豪華豐田轎車使用的TNGA-L 的窄版。此外，皇冠提供三款引擎選擇，以便為日本買家節省道路稅，並且配套會隨著與引擎尺寸而增加。
日本市場的皇冠的內飾級別為 B、S、G、G Executive、RS-B、RS 和 RS Advance。 所有級別都提供後輪驅動或全天候全輪驅動。S220皇冠不但繼承上一代的2.0升8SR-FTS渦輪增壓的I4引擎，還引入了2.5升的A25A-FXS並搭配豐田混合動力系統，以及3.5升8GR-FXS的V6引擎搭配來自凌志LC的Multi Stage Hybrid系統。2.0L引擎僅適用於後輪驅動的RS 和 RS Advance。 除了後輪驅動的G Executive 之外，所有裝級別均可配備2.5 LHybrid 。 而3.5L Hybri僅適用於後輪驅動的 RS Advance 和 G Executive 中。 4WD 車型的唯一引擎是2.5 L Hybrid。另外， 2.5 L Hybrid G Executive 是唯一出口到印度尼西亞的版本。
2019 年 10 月，S220 皇冠被印度尼西亞政府選為內閣部長的公務用車，取代了自 2009 年以來一直在使用的舊款皇冠 Royal Saloon。然而，與印尼前幾代皇冠不同的是，S220 進口數量很少，市面上並不普及。
2020 年，豐田計劃對 S220 皇冠進行改型，但最終因總裁 豐田章男 的反對，計劃被中止並轉而開發新一代皇冠。儘管如此，在 2020 年 11 月，豐田還是對S220進行了微調，為內部帶來了重新設計的中央控制堆棧和中控台，採用單個 12.3 英寸觸摸屏，取代了之前的雙屏設計。

### T-Connect
第十五代皇冠是首批配備 DCM（“數據通信模塊”）系統的豐田車型之一，該系統可以與車輛網絡相連。 通過使用此硬件，豐田能夠為 T-Connect提供各種連接服務。司機需要先訂閱移動服務平台 (MSPF)方可使用(MSPF 是豐田為聯網汽車開發的信息基礎設施)。 從那時起，豐田打算為其國內市場的大多數新車配備 DCM。2018 年 8 月 1 日，豐田汽車公司（豐田）與豐田市一起開始了日本首次使用從聯網汽車獲得的車輛數據進行道路維護檢查的驗證測試。測試能夠評估根據汽車行為數據計算出的道路劣化程度指標值與實際路況是否一致，並在平日裏的區域道路上進行測試。 豐田還旨在進一步推進其技術，以實現在豐田市實施道路維護和檢查工作的行政服務目標。

#### 豐田 Safety Sense 2.0 智動駕駛輔助系統
與 2018 年的大多數豐田車型一樣，第十五代皇冠同樣配備了 Toyota Safety Sense 2.0。2.0版本添加或改進的功能包括：
- (LTA) 車道追踪輔助系統
- 動態雷達巡航控制系統（具有全速車輛跟隨功能）
- (PCS) 具有行人檢測功能的預碰撞系統（更可以在夜間檢測騎自行車的人甚至行人）
- (AHB) 自動遠光燈
- (RSA) 路標輔助系統
- 提前上車通知功能

### 圖集

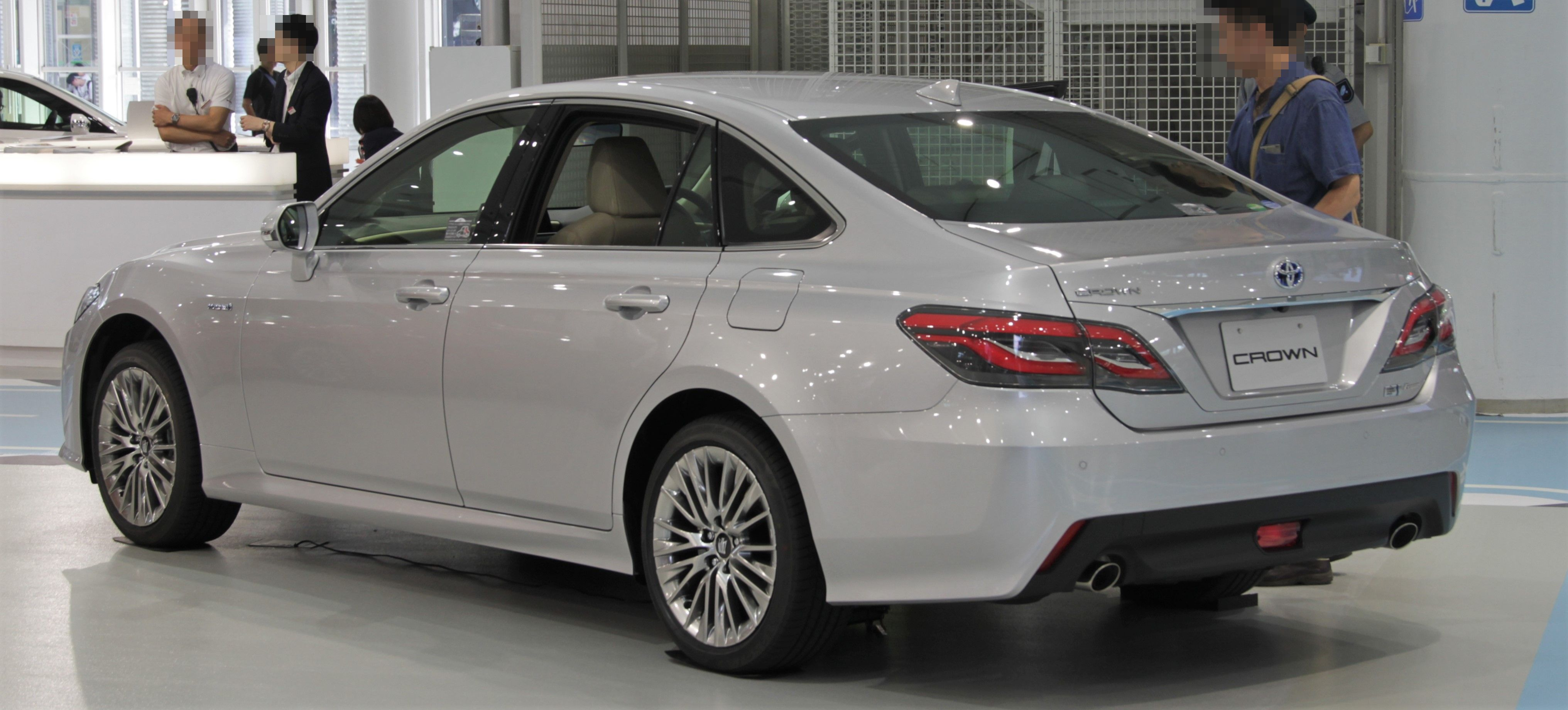
2018年 豐田皇冠2.5 Hybrid S Four (AZSH21, 日本)
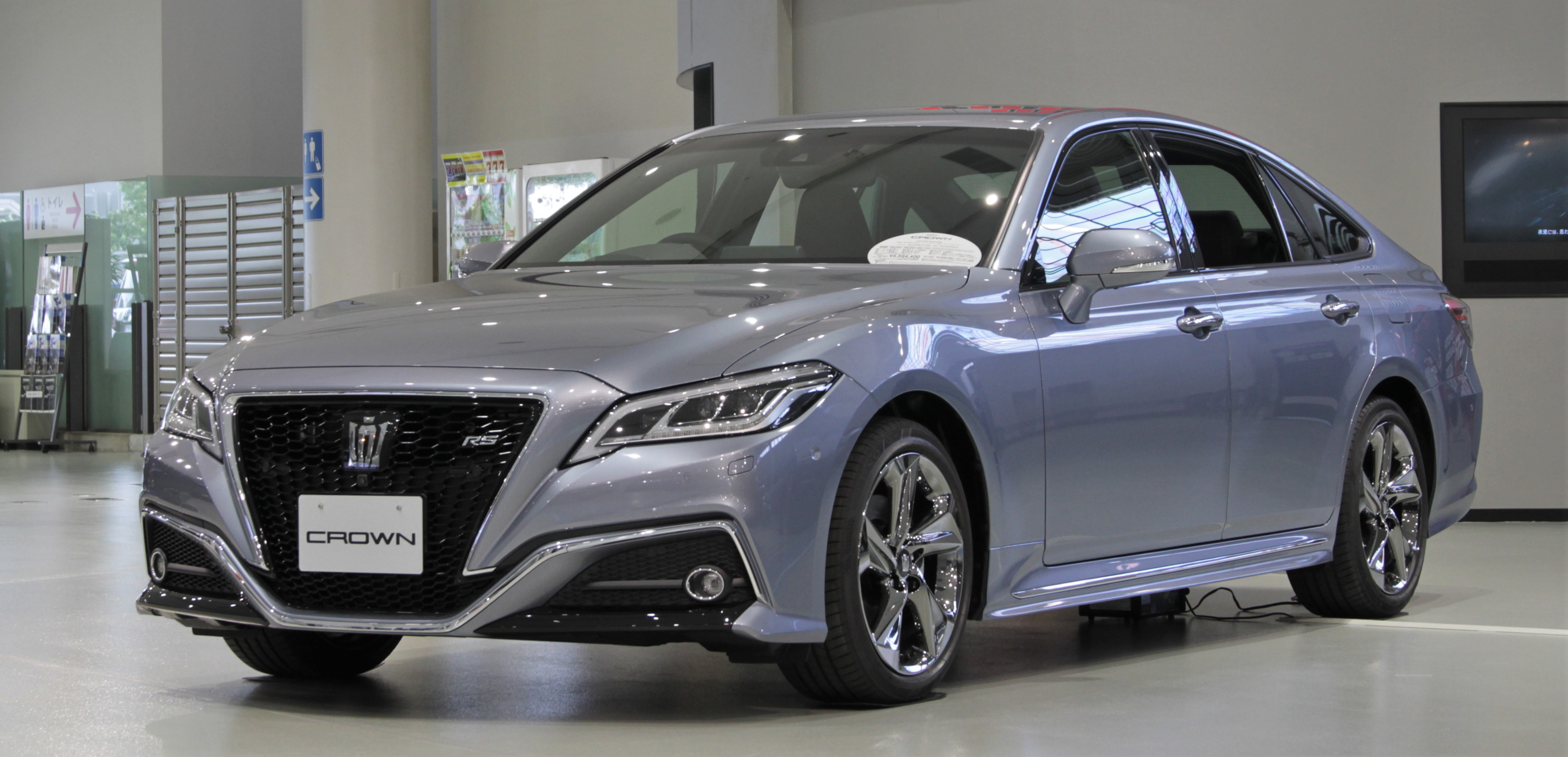
2018年 豐田皇冠 2.0 RS (ARS220, 日本)
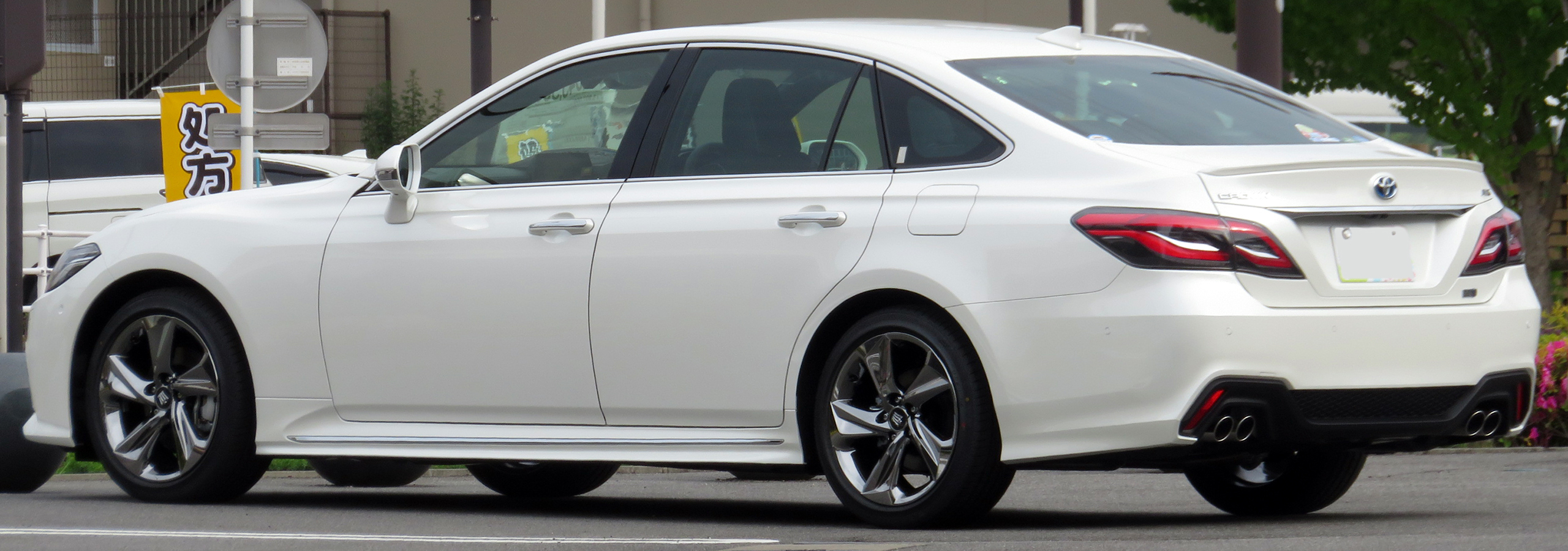
2018年 豐田皇冠 2.5 Hybrid RS Advance (AZSH20, 日本)
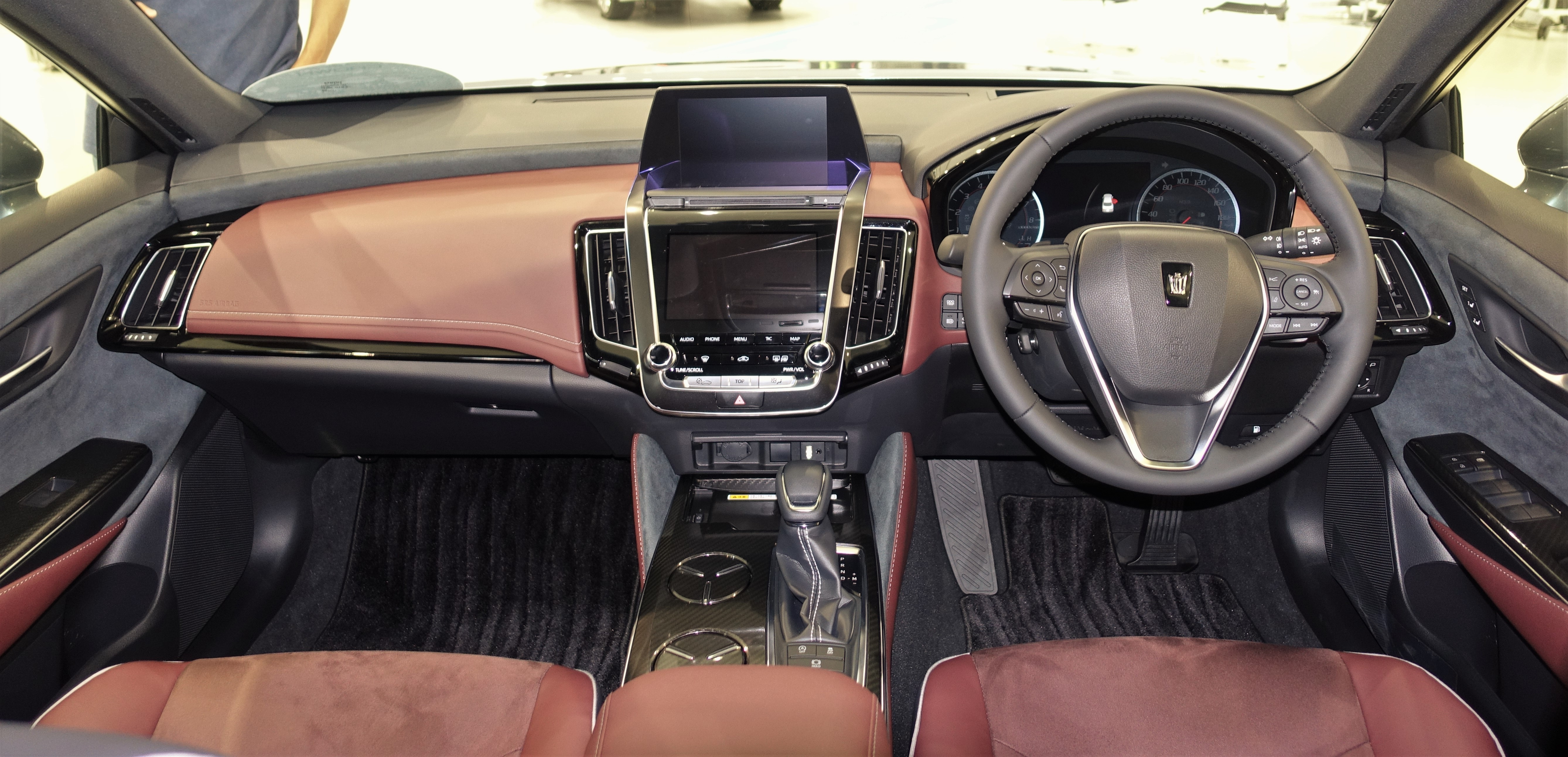
車內 (2018年–2020年)
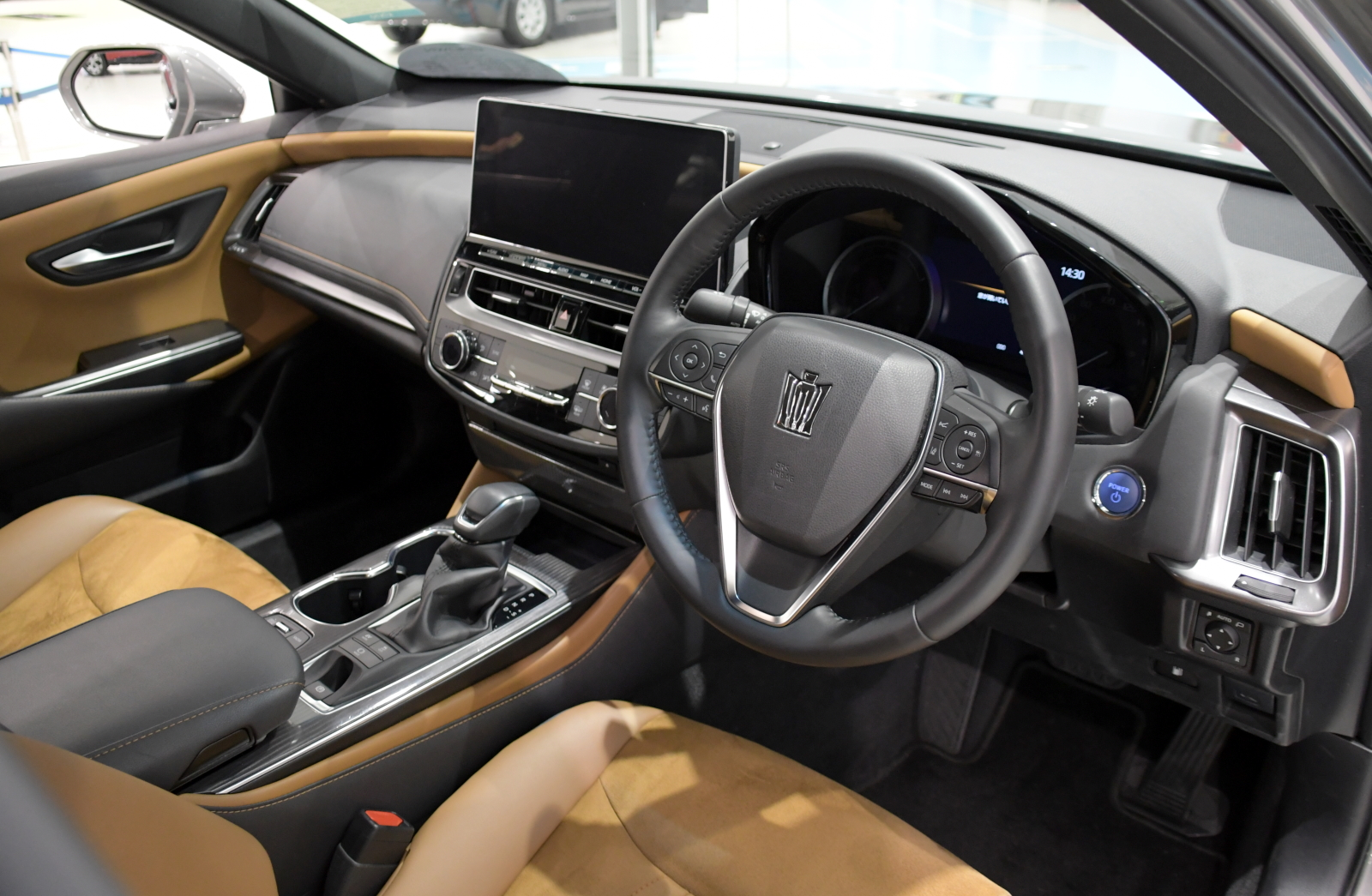
車內 (2020年–2022年)
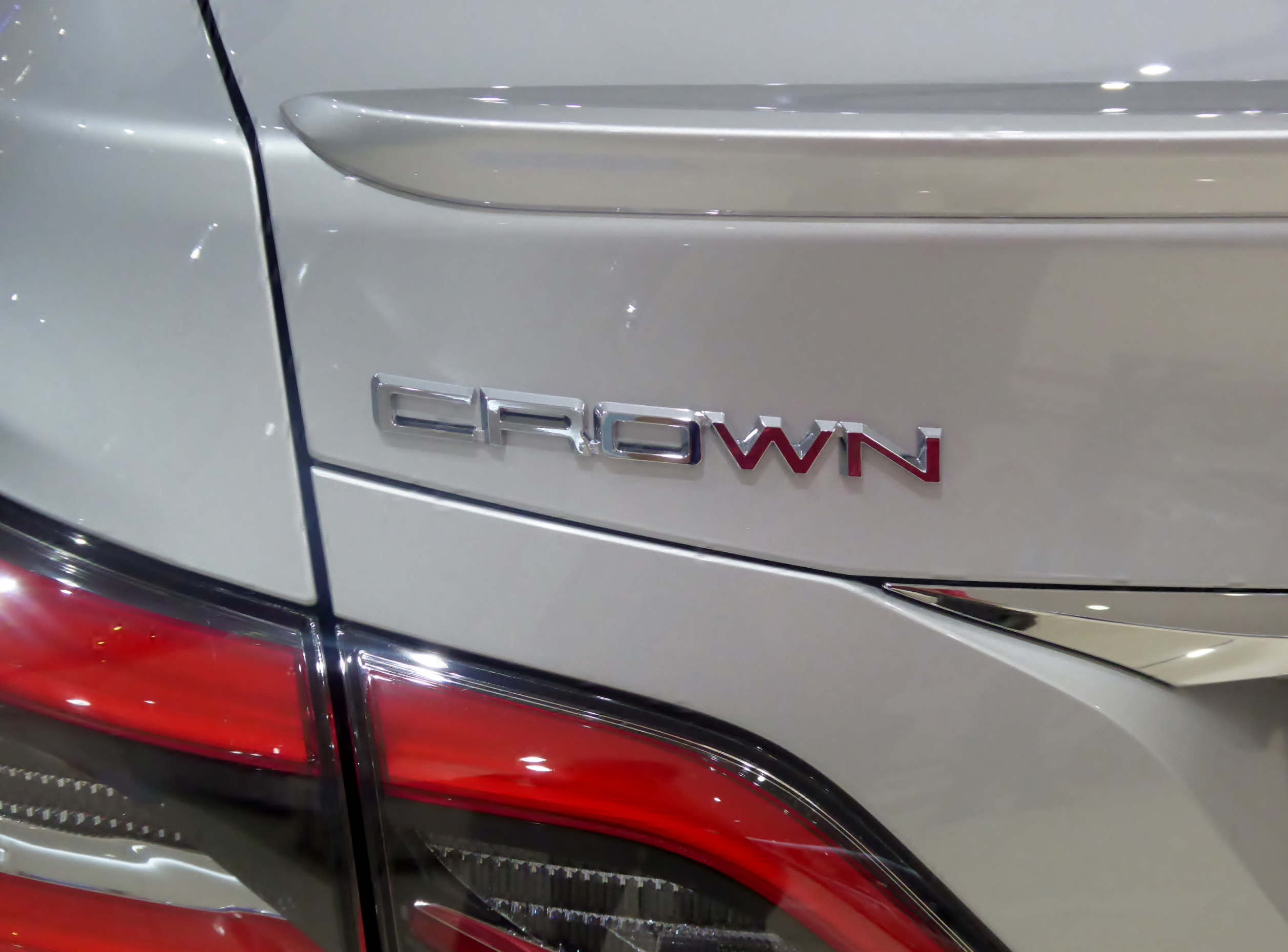
第十五代皇冠的徽章
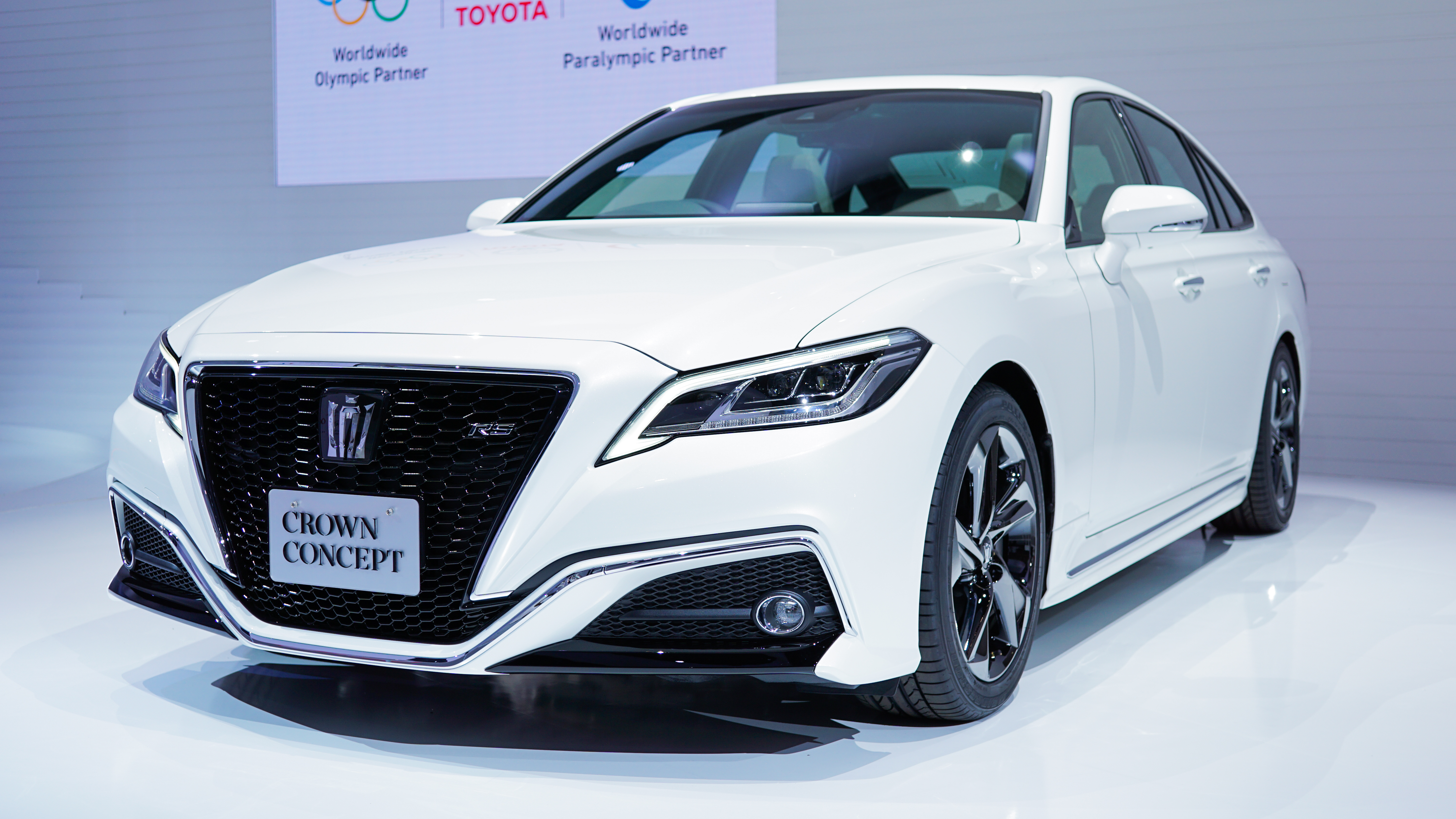
在2017年東京車展中展示的豐田皇冠原型
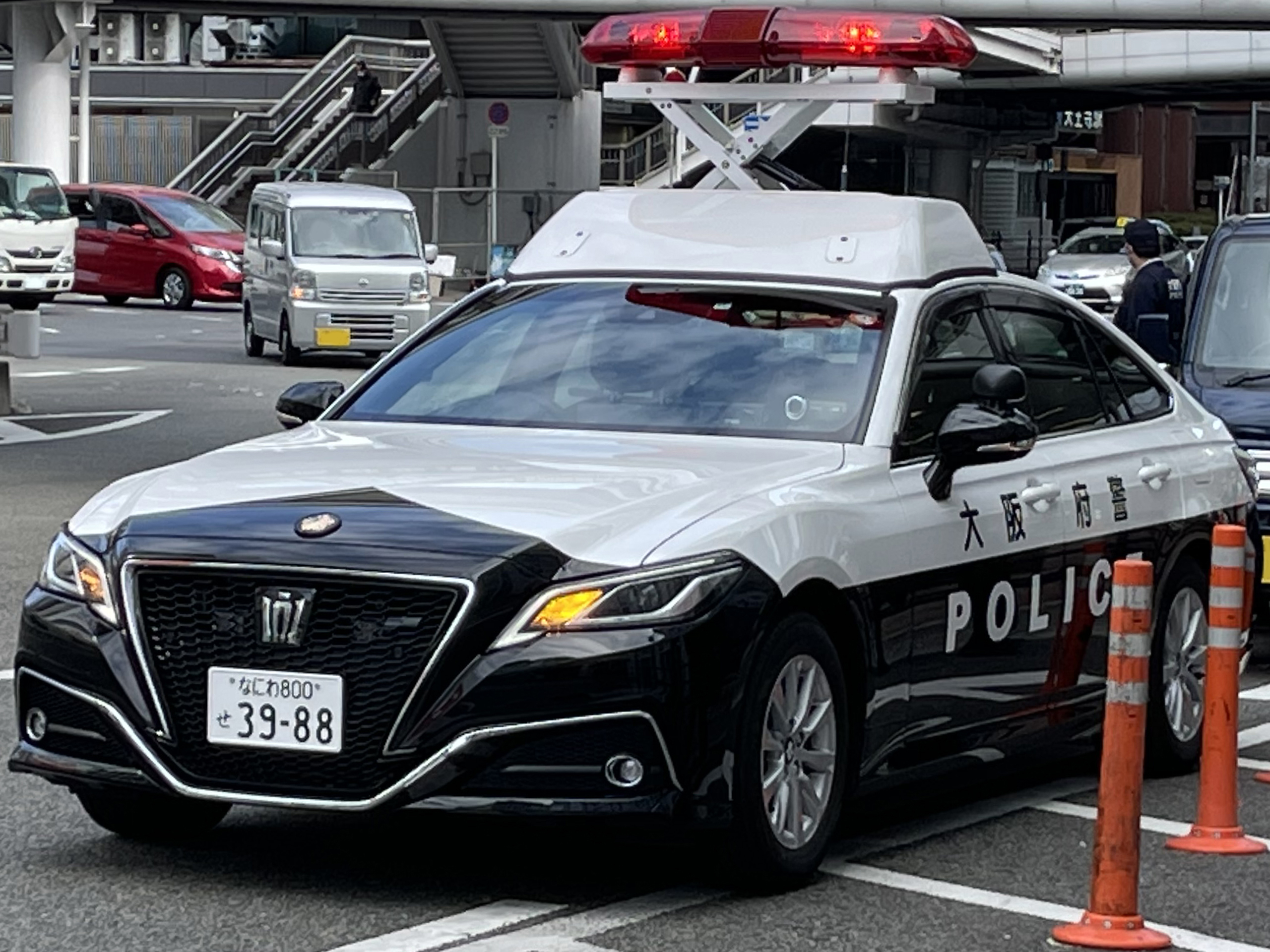
警車

## 第十六代 (S230; 2022)
皇冠第十六代於2022年7月15日揭幕，它被視為皇冠系列的“重啟”。這一代的皇冠有四種車身樣式，分別是Crossover、Sport（2021年12月Crossover EV概念車預展）、 Sedan和Estate。後三種車身樣式將在 2023 年至2024 年間開售。皇冠一直以來作為“日本富裕和民族自豪感的象徵”，豐田首席執行官 豐田章男 宣布，皇冠系列汽車將有史以來首次在全球市場上市(在約 40 個國家和地區上市)，預計年銷量約為 200,000 輛。在日本，這四款車型將在皇冠品牌的專賣店銷售。
開發第 16 代皇冠的決定源於對第15代皇冠的中期改型計劃的中止，因此豐田章男取消了該計劃並在產品規劃會議上提倡下一代車型。

### Crossover (S235; 2022)
皇冠Crossover於 2022 年 7 月 15 日發布，是第十六代皇冠自推出以來的第一個款式。另外，Crossover成為了自 1972 年以來，在北美地區銷售的第一款皇冠。
Crossover 的設計容合了全尺寸轎車和SUV，即具有傾斜的車頂和傳統的轎車後備箱開口。 它是基於前輪驅動的GA-K平台，並配置了“E-Four”/“E-Four Advanced”電動四驅系統。所有車型都配備了隔音玻璃和廣泛的隔音功能，以改善噪音滋擾，強調了皇冠的優質定位。 
Crossover 在2022 年 8 月下旬左右開始在 Tsutsumi 工廠量產，亦於同年 9 月中旬開始在 元町工廠量產。

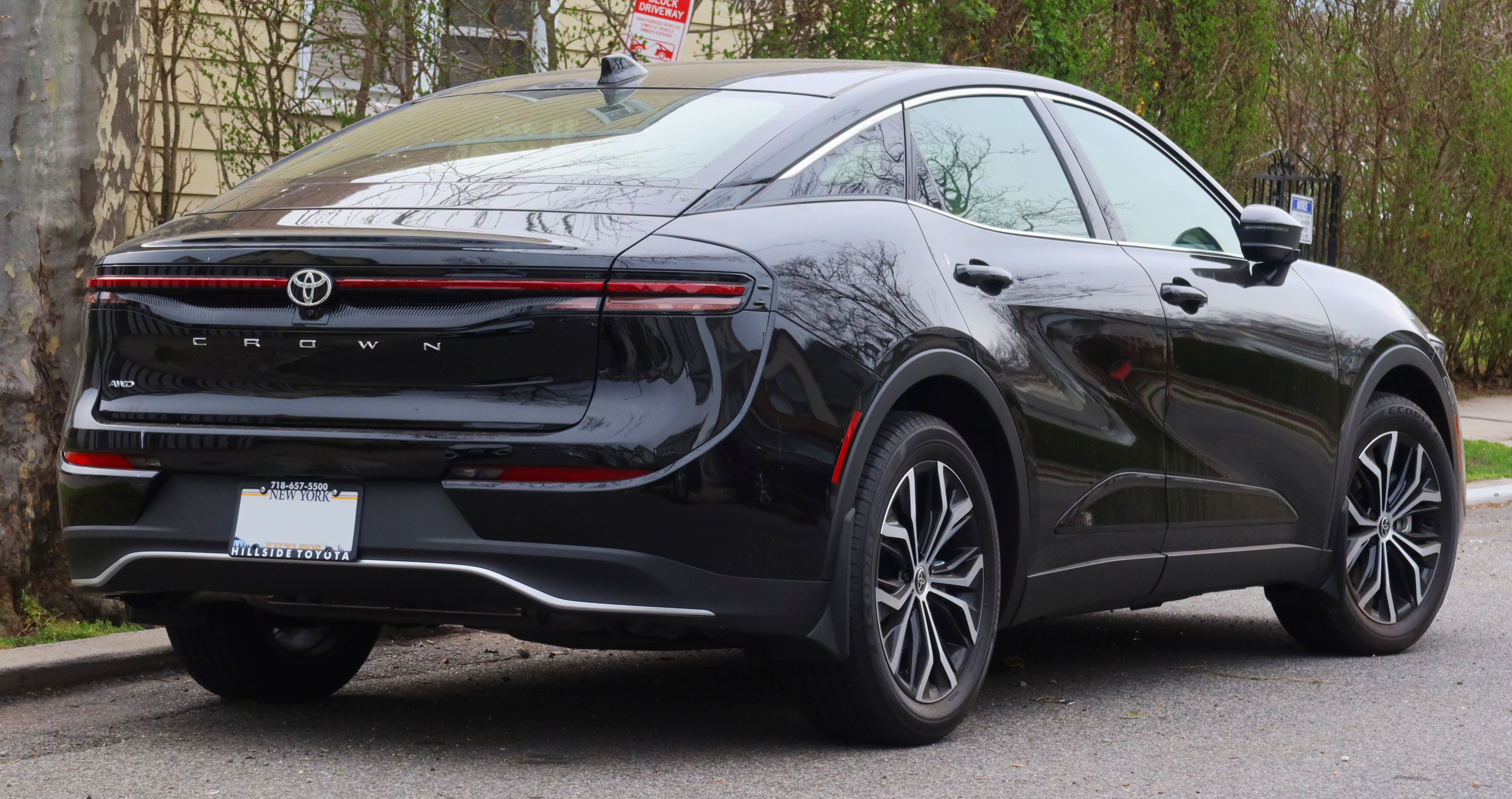
前尾
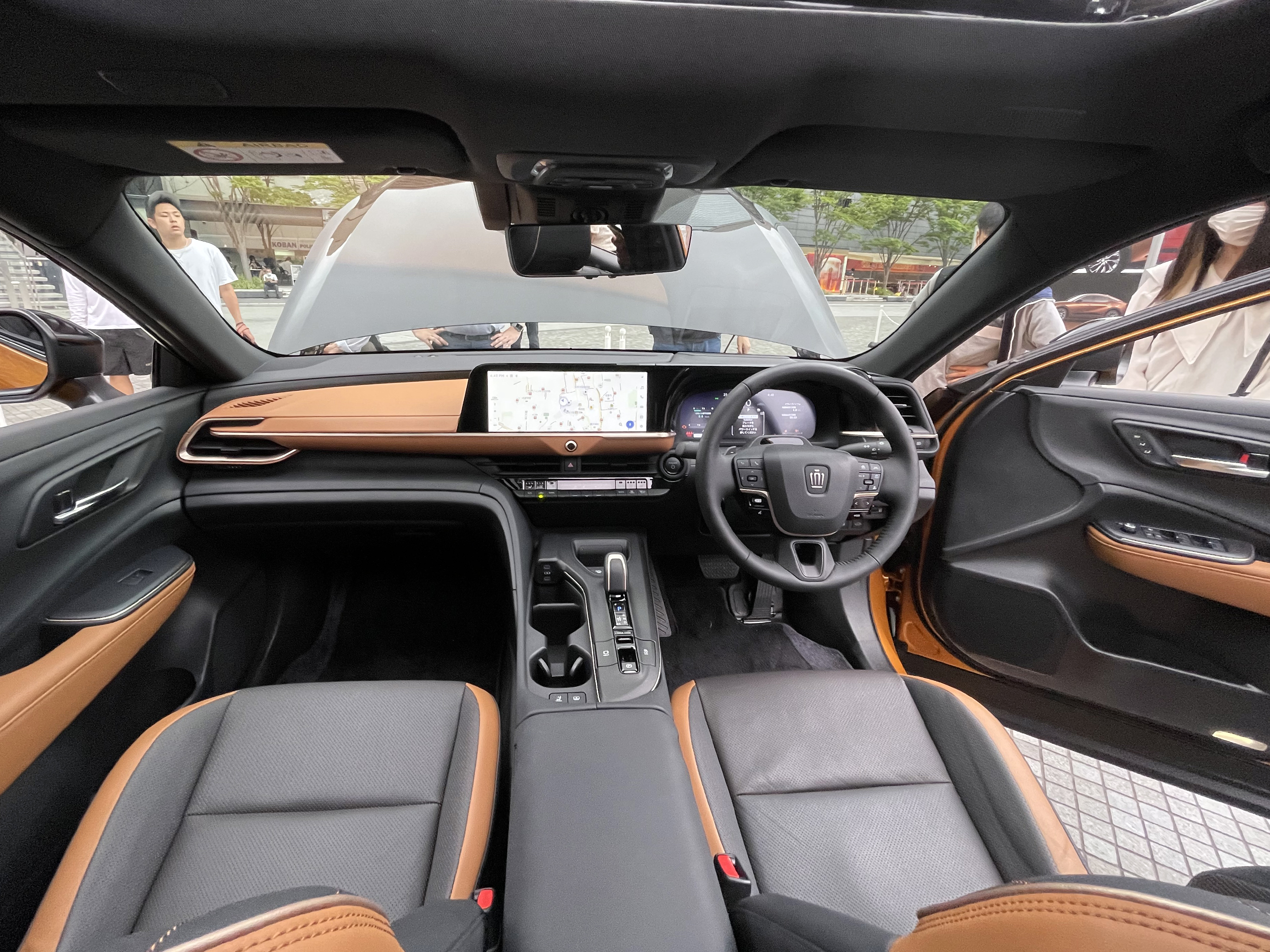
車內

#### 動力系統
一共有兩種混能系統，即 2.5 升“A25A-FXS”引擎，功率為 172 kW（231 hp；234 PS）的“E-Four”四輪驅動系統搭配eCVT。以及擁有更高功率的渦輪增壓 2.4升T24A-FTS引擎（在日本銷售為“Dual Boost Hybrid 系統”，在北美銷售為“Hybrid Max”），總功率為 257 kW（345 hp；349 PS）和 542 N·m（400 lb·ft） 扭力，此系統還配有“E-Four Advanced”四輪驅動系統和6速“Direct Shift-6AT”自動變速器，帶後置“eAxle”。
| 型號規格 | 型號規格     | 混能 A25A-FXS                | 混能 A25A-FXS                    | Dual Boost / Max T24A-FTS    | Dual Boost / Max T24A-FTS        |
| -------- | ------------ | ---------------------------- | -------------------------------- | ---------------------------- | -------------------------------- |
| 型號規格 | 型號規格     | 功率                         | 扭力                             | 功率                         | 扭力                             |
| 輸出     | 混合         | 236 hp（176 kW）             | —                                | 340 hp（250 kW）             | 400.4 lb·ft（542.9 N·m）         |
| 輸出     | 汽油引擎     | 184 hp（137 kW） @ 6000      | 163 lb·ft（221 N·m） @ 3600–5200 | 264 hp（197 kW） @ 6000      | 332 lb·ft（450 N·m） @ 2000–3000 |
| 輸出     | 電動馬達, 前 | 88 kW（118 hp）              | 149 lb·ft（202 N·m）             | 61 kW（82 hp）               | 215.4 lb·ft（292.0 N·m）         |
| 輸出     | 電動馬達, 後 | 40 kW（54 hp）               | 89 lb·ft（121 N·m）              | 58.6 kW（78.6 hp）           | 124 lb·ft（168 N·m）             |
| 消耗     | 城市         | 42 mi/US gal（5.6 l/100 km） | 42 mi/US gal（5.6 l/100 km）     | 29 mi/US gal（8.1 l/100 km） | 29 mi/US gal（8.1 l/100 km）     |
| 消耗     | 公路         | 41 mi/US gal（5.7 l/100 km） | 41 mi/US gal（5.7 l/100 km）     | 32 mi/US gal（7.4 l/100 km） | 32 mi/US gal（7.4 l/100 km）     |
| 消耗     | 城市＆公路   | 41 mi/US gal（5.7 l/100 km） | 41 mi/US gal（5.7 l/100 km）     | 30 mi/US gal（7.8 l/100 km） | 30 mi/US gal（7.8 l/100 km）     |

#### 市場

##### 日本
在日本，皇冠Crossover於2022年9月開售，提供的款式為X、G、G Leather Package、G Advanced、G Advanced Leather Package、RS和RS Advanced。此外，RS和RS Advanced配備了 T24A-FTS引擎。 在日本的目標月銷量為 3,200 台。

##### 北美
皇冠於 2022 年 10 月在北美作為 2023 年車型上市銷售，以替代豐田的轎車 Avalon。 但僅提供 Crossover 車型，在美國和加拿大出售的款式為 XLE、Limited 和 Platinum。Platinum 配備了“T24A-FTS”引擎和標準自適應可變懸架。北美市場的皇冠在車頭和方向盤上沒有皇冠標誌； 相反，是豐田公司的標誌。其次，也沒有配備日系車型的全寬日間行車燈，取而代之的是鍍鉻件。

##### 中國
在中國，該車型作為進口車型由天津一汽豐田汽車作為“皇冠 SportCross”代售，並在2022 年 12 月廣州車展 上推出。

##### 台灣
在台灣，皇冠Crossover由 和泰汽車代售，於 2023 年 3 月 30 日開始銷售。這是自 1974 年以來第一款在台灣出售的 Crown 車型。與北美一樣，該車型僅提供 Crossover 車型，並作為“皇冠”出售。它有兩個版本：貴族版(A25A-FXS 引擎)和皇家版(T24A-FTS 引擎)。

##### 南韓
皇冠Crossover於 2023 年 6 月 5 日在韓國開售。這是自 1972 年與當地合作夥伴新進汽車終止生產協議後在韓國推出的第一款皇冠車型。與其他市場相似，皇冠提供兩款混能款式：配備“A25A-FXS” 引擎的 XLE 和配備“T24A-FTS” 引擎的 Limited。

##### 中東

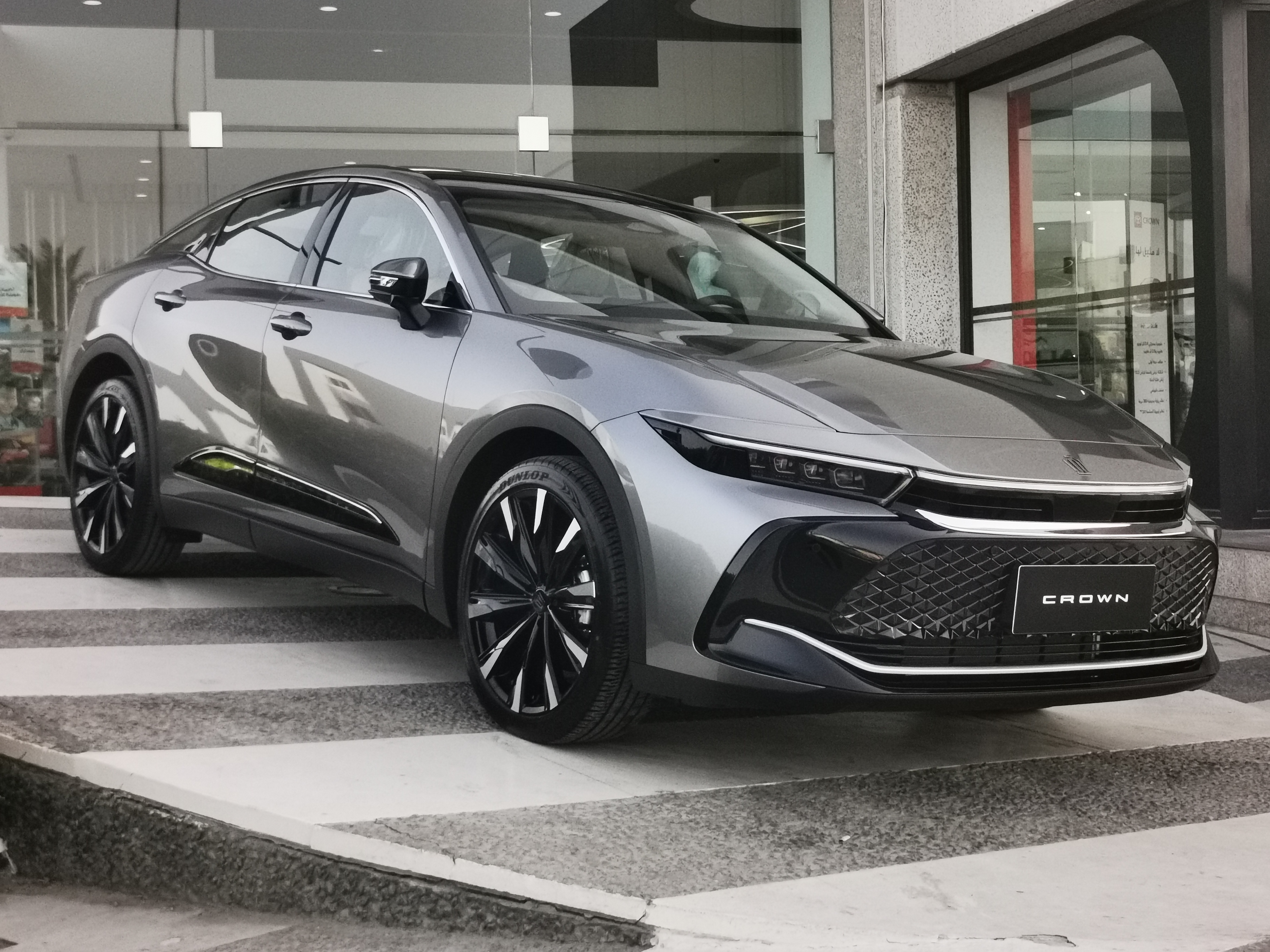
2023年 豐田皇冠(巴林)

皇冠Crossover於2023年6月11日在中東推出。在巴林，它提供三種款式：配備A25A-FXS引擎的Mid-Lux和配備T24A-FTS引擎的High-Low & High。在沙特阿拉伯，它有兩種款式：Premium 和 Majesta。 在阿拉伯聯合酋長國，它有兩個等級：XLE 和 Platinum。這標誌著自2000年以來，第一個在 海灣阿拉伯國家合作委員會 市場上銷售的皇冠車型。

### Sport (S236; 2023)
皇冠 Sport 於 2022 年 7 月在展覽中作為模型亮相，併計劃於 2023 年發布。早前，Sport概念車曾於 2021 年 12 月作為名為“Crossover EV”的 純電動車進行展示。Hybrid 和 插電式版本將分別在 2023 年第三和第四季度發布。

### Sedan (S230; 2023)
皇冠 Sedan 是一款四門轎車，於2022年7月作為概念車進行了展覽，預計 2023 年開售。Sedan預計會使用與 第二代 Mirai 相同的平台，具有縱向引擎和後輪驅動佈局。與第十五代相比，第十六代轎車的長度將增加120 mm（4.7英寸）並且軸距增長150 mm（5.9英寸）。混能和燃料電池版本將於2023年第三季度發布。

#### 市場

##### 中國
2022年11月，一汽豐田宣布計劃以進口車的型式在中國銷售第十六代皇冠Sedan，標誌著該車型繼2020年國產第十四代皇冠停產後重返中國市場 。它於 2022 年 12 月在廣州車展上以概念車形式展示。

### Estate (S238; 2024)
皇冠 Estate 於 2022年7月作為概念車進行了預覽，計劃於 2024 年發布混能和五座插電式混能版本。

## 其他皇冠名號的車型

### 皇冠 Comfort 及 皇冠 Sedan (XS10; 1995年～2018年)
為了取代深受出租車營運商歡迎的 S130 皇冠 Sedan 的商業版本，豐田以“皇冠 Comfort”為名發布了長軸距版的 Comfort轎車。身為高檔車型的皇冠 Comfort配備了更好的配置，專門在日本銷售，稱為皇冠轎車。雖然這些車型帶有皇冠名號，但它們的設計是源於即將推出的豐田 Mark II (X80)。皇冠 Comfort 在日本、香港和新加坡的出租車運營商中很受歡迎，但隨著配備更好、價格更具競爭力的車輛的出現而逐漸失寵。
皇冠 Comfort 的訂購於2017年5月25日從豐田日本網站被移除，現有訂單的生產已於2018年1月停止。它被2017年10月第45屆東京車展上推出的JPN Taxi所取代。

### "皇冠" 針對中國市場的子品牌 (2021年～現在)
在2021年4月，在S210皇冠於2020年中期停產後不久，豐田將“皇冠”名號作為一汽豐田在中國銷售的高端車型的子品牌。首批推出的車型是皇冠 Kluger(皇冠陸放) SUV（重新命名的 Highlander）和皇冠 Vellfire(皇冠威爾法)小型貨車（從 Vellfire 重命名）。兩款車型均採用皇冠標誌取代了前面的豐田標誌，皇冠 Kluger更在輪轂蓋、儀表板和方向盤等其他地方鑲有皇冠標誌。

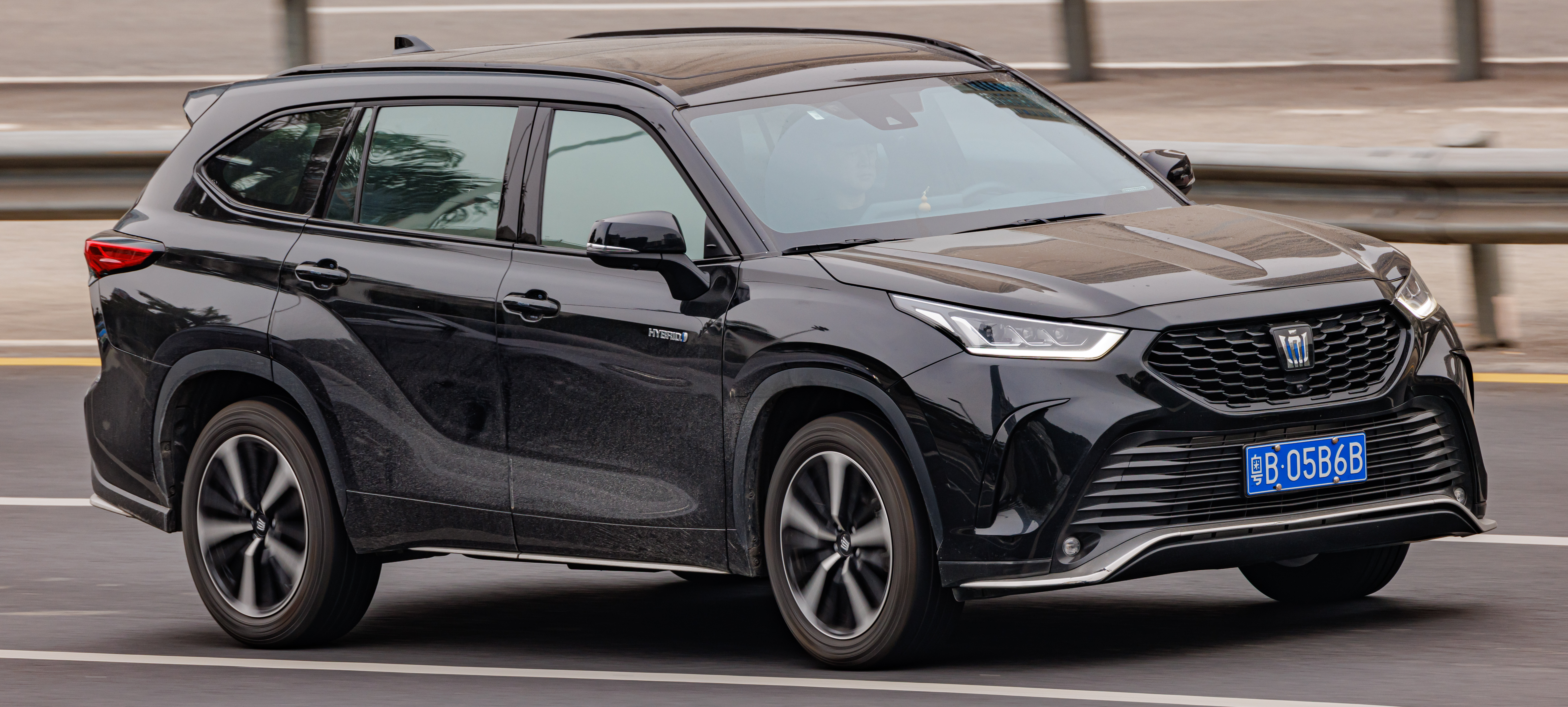
皇冠 Kluger
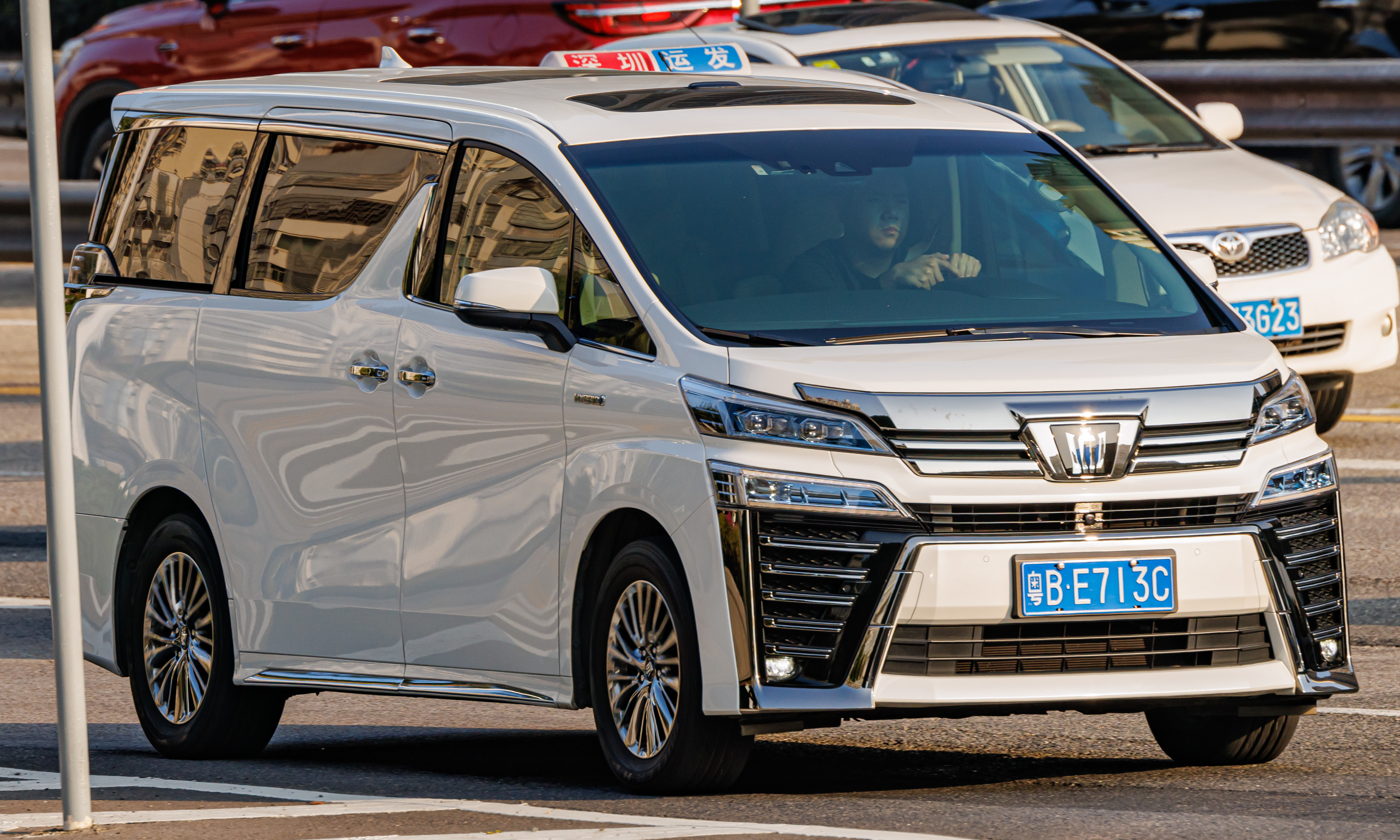
皇冠 Vellfire

## 商標爭議
在2015年11月，武漢市環衛機械有限公司以皇冠標誌與武漢市環衛機械的中國商標註冊號217925相似為由，起訴豐田及武漢一家汽車經銷商在中國侵犯商標權。豐田於2014年12月曾請求撤銷該商標註冊，但其請求被中國商標專利局駁回。

## 銷量
| 年份 | 日本    | 中國   |
| ---- | ------- | ------ |
| 1992 | 155,744 |        |
| 1993 | 117,673 |        |
| 1994 | 113,859 |        |
| 1995 | 130,068 |        |
| 1996 | 137,676 |        |
| 1997 | 109,711 |        |
| 1998 | 73,948  |        |
| 1999 | 87,253  |        |
| 2000 | 101,000 |        |
| 2001 | 82,901  |        |
| 2002 | 68,798  |        |
| 2003 | 56,089  |        |
| 2004 | 116,614 |        |
| 2005 | 79,546  | 28,260 |
| 2006 | 70,833  | 42,488 |
| 2007 | 56,455  | 53,111 |
| 2008 | 74,904  | 45,427 |
| 2009 | 40,216  | 32,856 |
| 2010 | 40,529  | 45,161 |
| 2011 | 29,927  | 30,321 |
| 2012 | 29,963  | 25,456 |
| 2013 | 82,701  | 23,315 |
| 2014 | 49,166  | 14,880 |
| 2015 | 44,316  | 26,017 |
| 2016 | 39,813  | 30,251 |
| 2017 | 29,085  | 37,455 |
| 2018 | 50,324  | 36,338 |
| 2019 | 36,125  | 10,378 |
| 2020 | 22,173  | 1,927  |
| 2021 | 21,411  | 4,061  |
| 2022 | 17,767  |        |